# 西脇市

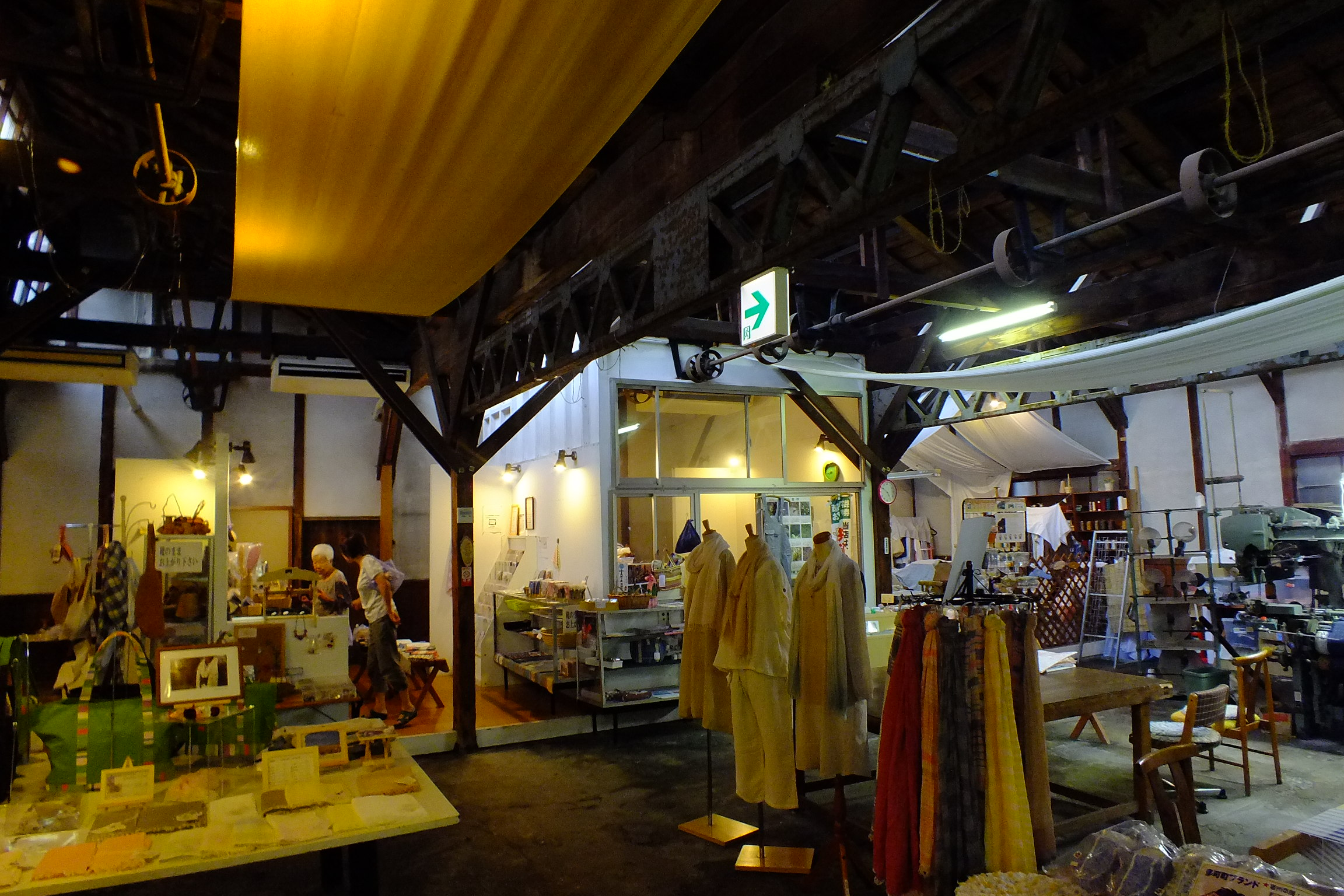
播州織工房館 - 江戸時代中期に由来する「播州織」の資料館。

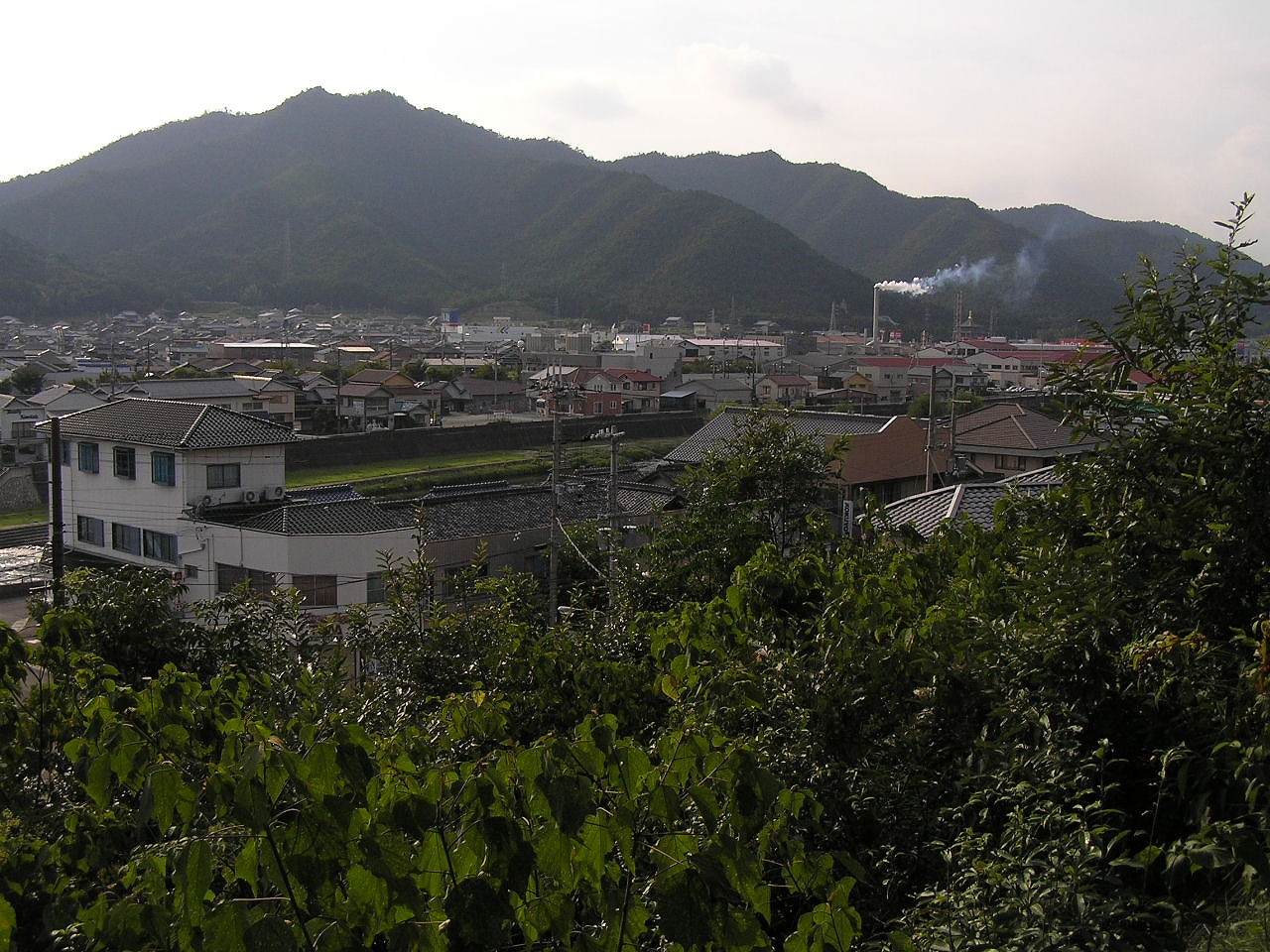
西脇中心部を望む

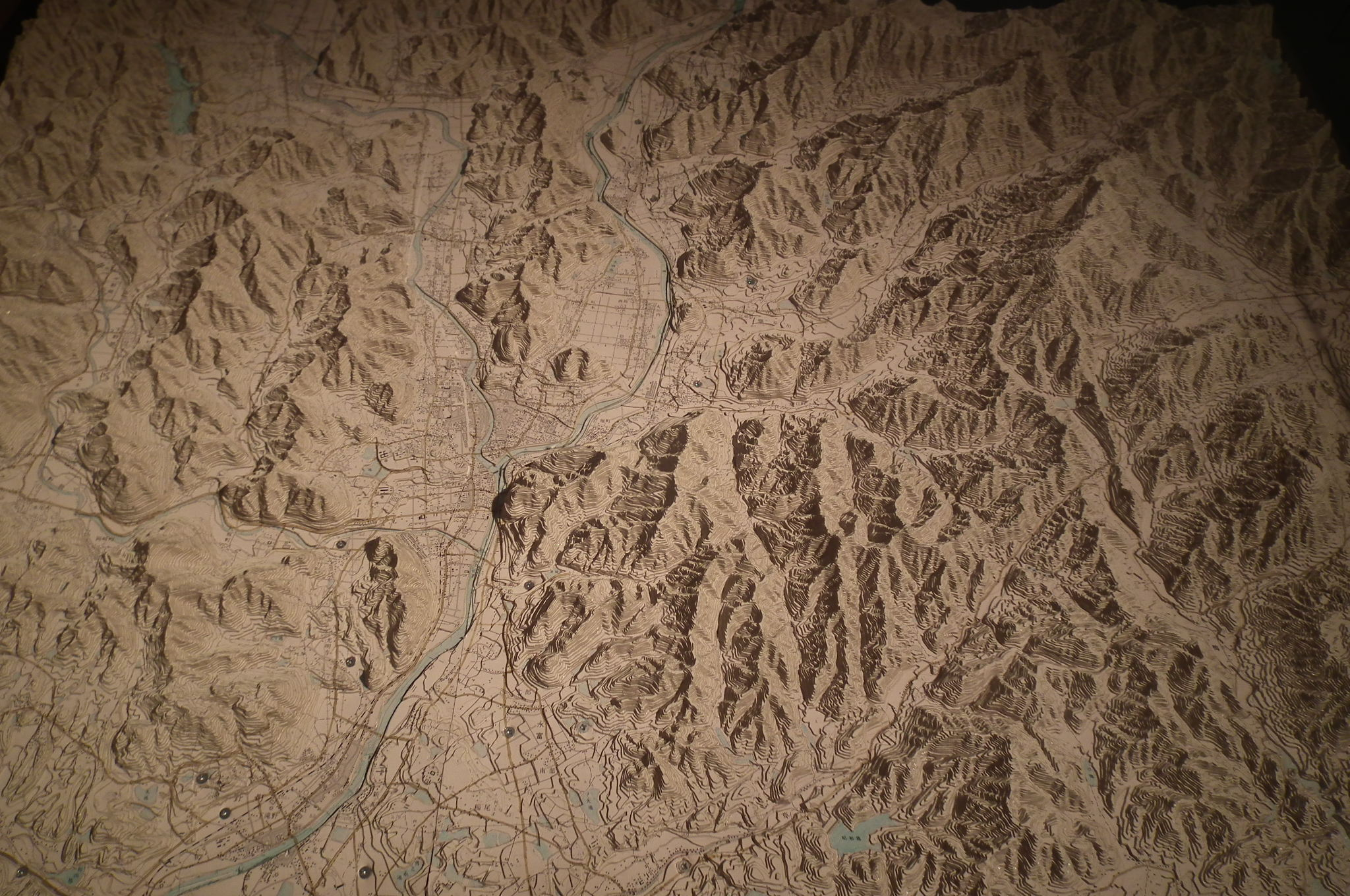
西脇市の地形（模型）

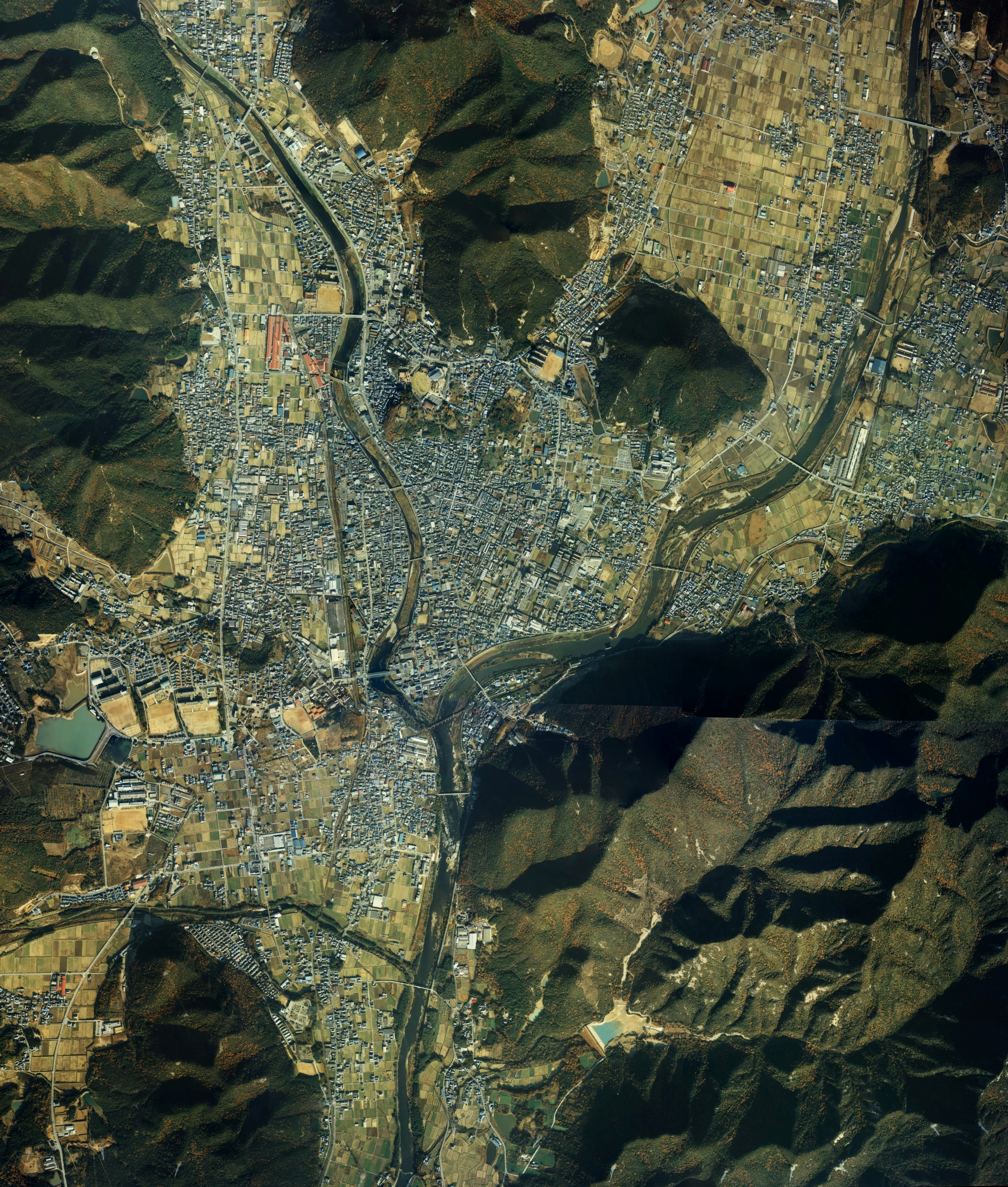
西脇市中心部周辺の空中写真。1985年撮影の12枚を合成作成。。

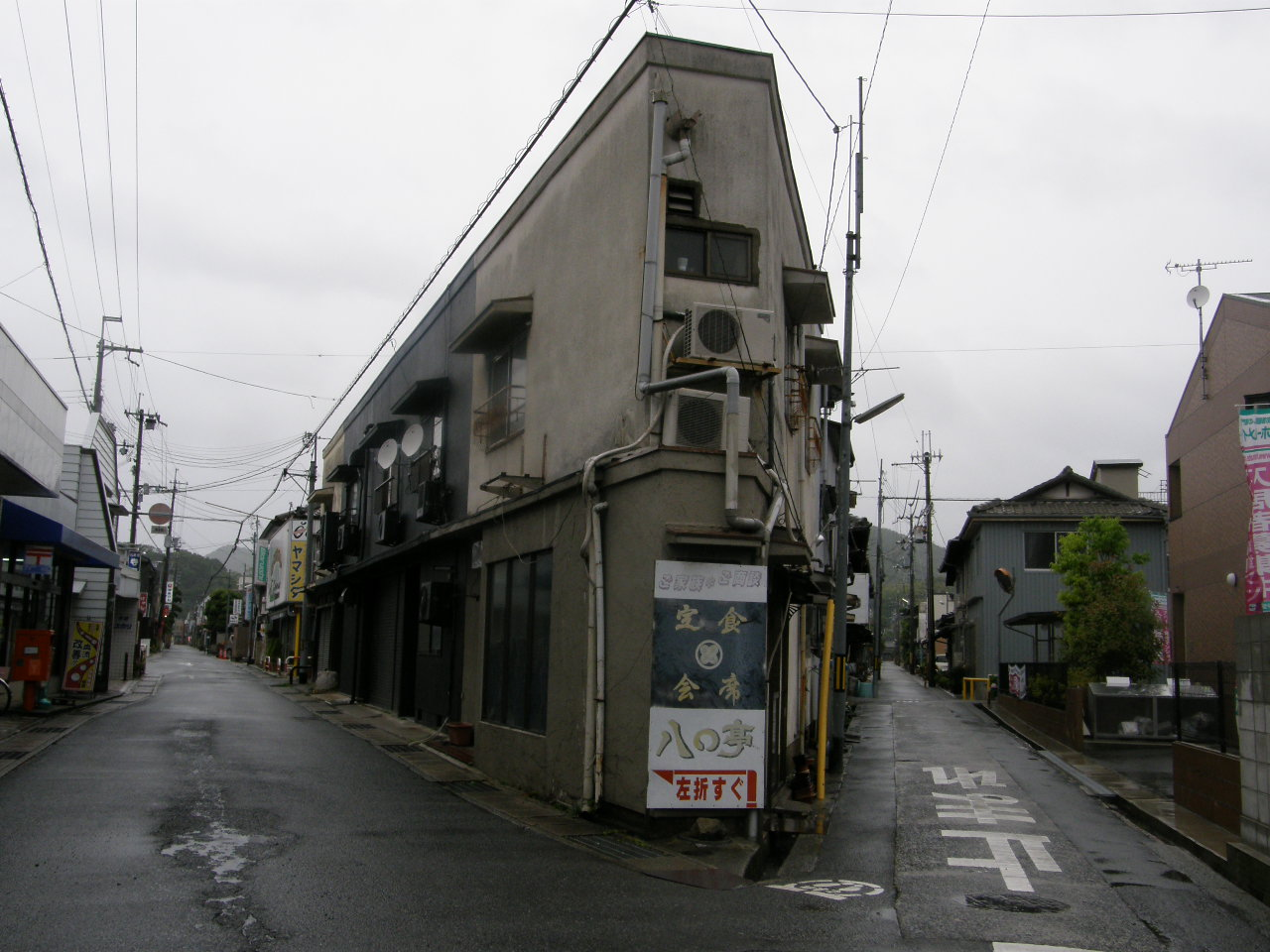
横尾忠則の出生地としても知られ、横尾が描いたY字路が10あり、観光ルート地図なども発行されている。

西脇市（にしわきし）は、兵庫県東部の瀬戸内海に比較的近い内陸部にある市。中国山地の東南端が播磨平野に接する位置にある。
加古川、杉原川、野間川の3つの河川を持ち染色に不可欠の水資源に恵まれた地であったため、200年以上の歴史を持つ播州織の繁栄でかつては日本中に名を馳せ、また芸術家の横尾忠則を輩出したことで知られる。

## 概要
兵庫県北播磨地区の北側、神戸市の北約50 kmに位置し、東経135度線（日本の領土の有人島の最東端択捉島と最西端与那国島のほぼ中間に位置する日本の標準時子午線）と北緯35度線（日本の領土の有人島の最北端択捉島と最南端波照間島のほぼ中間に位置する）が交差しており、キリの良い数字の経緯度で日本列島の中心点に位置することにちなみ「日本のへそ」としてアピールしている。兵庫県北播磨県民局管内に区分されている。北播磨地域中心の都市であり、中国山地の西光寺山を市の頂点にして加古川流域沿いに播磨平野があり、その流域沿いに街や農地が広がっている。
現在の西脇市は、平成の大合併の一環として2005年10月1日に多可郡黒田庄町と合併して、新たに西脇市として発足した市であり、1952年4月1日に市制施行し、2005年に廃止された市とは異なる自治体である。
合併後、旧・西脇市の市役所本庁舎は、新市における市役所本庁舎、旧・黒田庄町の役場は黒田庄地域総合事務所としていたが、2010年に黒田庄地域総合事務所は廃止・解体された。市役所本庁舎は2021年5月1日に新設された市庁舎へ移転した。
江戸時代中期の1792年に、比延庄村の宮大工飛田安兵衛が京都の西陣から伝えた織物の技術が、農閑期における農家の副業として発展し、播州縞と呼ばれていたものが明治時代後期に「播州織」と呼ばれ日本中に名が知られるようになり、現在でも国内先染織物の70パーセント以上のシェアを持つ。
また、山地と川が織りなす独自の地形からY字路が多く、横尾忠則に多くのインスピレーションを与え、Y字路をテーマとした作品を数多く生み出した。

## 地理

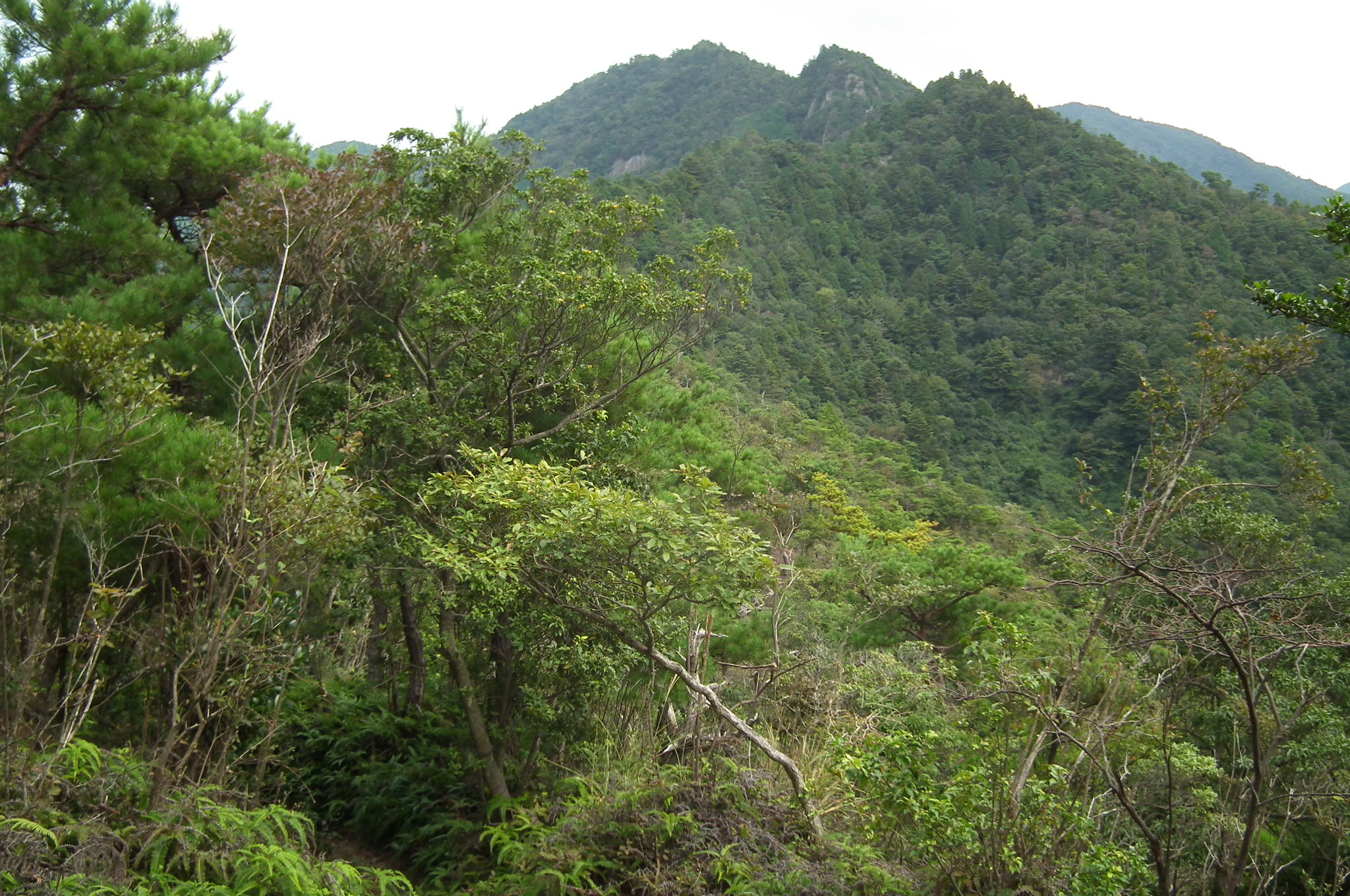
白山

- 山：西光寺山 (713 m)  、妙見山 (622 m)  、白山 (510 m) 、寺山[9]、八日山[9]
- 河川：加古川、杉原川、野間川
- 平野：播磨平野、津万平野[9]

### 人口

#### 旧・西脇市
1952年4月1日に1町3村で新設合併し、市制を施行しており、施行当時の人口は32,126人である。1960年10月1日の国勢調査で42,238人をピークに減少しているが、昼間人口は西脇都市圏を形成する北播磨北部（西脇市・多可郡多可町）の中心都市であるため、流入超過である。全体の地区で人口が減少しているが、反対に国道175号沿道にある野村町は市内の中で京阪神の中心部に近いために人口が増加している。

#### 新・西脇市
2010年に実施された国勢調査によれば、前回調査からの人口増減をみると、2.60%減の42,812人であり、増減率は県下41市町村中20位、49行政区域中28位であった。
| |                                        |  |
| 西脇市と全国の年齢別人口分布（2005年） | 西脇市の年齢・男女別人口分布（2005年） |  |
| ■紫色 ― 西脇市 ■緑色 ― 日本全国 | ■青色 ― 男性 ■赤色 ― 女性              |  |
| 西脇市（に相当する地域）の人口の推移 \| 1970年（昭和45年） \| 45,964人 \| \| \| 1975年（昭和50年） \| 46,182人 \| \| \| 1980年（昭和55年） \| 46,380人 \| \| \| 1985年（昭和60年） \| 46,889人 \| \| \| 1990年（平成2年） \| 46,220人 \| \| \| 1995年（平成7年） \| 46,339人 \| \| \| 2000年（平成12年） \| 45,718人 \| \| \| 2005年（平成17年） \| 43,953人 \| \| \| 2010年（平成22年） \| 42,802人 \| \| \| 2015年（平成27年） \| 40,866人 \| \| \| 2020年（令和2年） \| 38,673人 \| \| |                                        |  |
| 総務省統計局 国勢調査より |                                        |  |
| 1970年（昭和45年） | 45,964人                               |  |
| 1975年（昭和50年） | 46,182人                               |  |
| 1980年（昭和55年） | 46,380人                               |  |
| 1985年（昭和60年） | 46,889人                               |  |
| 1990年（平成2年） | 46,220人                               |  |
| 1995年（平成7年） | 46,339人                               |  |
| 2000年（平成12年） | 45,718人                               |  |
| 2005年（平成17年） | 43,953人                               |  |
| 2010年（平成22年） | 42,802人                               |  |
| 2015年（平成27年） | 40,866人                               |  |
| 2020年（令和2年） | 38,673人                               |  |

### 面積
- 132.44 km2

### 気象
| 西脇の気候                                     | 西脇の気候   | 西脇の気候   | 西脇の気候    | 西脇の気候    | 西脇の気候    | 西脇の気候    | 西脇の気候    | 西脇の気候   | 西脇の気候    | 西脇の気候    | 西脇の気候   | 西脇の気候   | 西脇の気候       |
| 月                                             | 1月          | 2月          | 3月           | 4月           | 5月           | 6月           | 7月           | 8月          | 9月           | 10月          | 11月         | 12月         | 年               |
| ---------------------------------------------- | ------------ | ------------ | ------------- | ------------- | ------------- | ------------- | ------------- | ------------ | ------------- | ------------- | ------------ | ------------ | ---------------- |
| 最高気温記録 °C （°F）                         | 18.7 (65.7)  | 21.2 (70.2)  | 25.4 (77.7)   | 30.0 (86)     | 32.3 (90.1)   | 35.3 (95.5)   | 40.0 (104)    | 39.5 (103.1) | 37.9 (100.2)  | 33.2 (91.8)   | 28.2 (82.8)  | 21.6 (70.9)  | 40.0 (104)       |
| 平均最高気温 °C （°F）                         | 8.8 (47.8)   | 9.7 (49.5)   | 13.6 (56.5)   | 19.5 (67.1)   | 24.3 (75.7)   | 27.3 (81.1)   | 30.8 (87.4)   | 32.7 (90.9)  | 28.2 (82.8)   | 22.5 (72.5)   | 16.7 (62.1)  | 11.2 (52.2)  | 20.4 (68.7)      |
| 日平均気温 °C （°F）                           | 3.1 (37.6)   | 3.9 (39)     | 7.3 (45.1)    | 12.7 (54.9)   | 17.8 (64)     | 21.8 (71.2)   | 25.7 (78.3)   | 26.8 (80.2)  | 22.8 (73)     | 16.7 (62.1)   | 10.5 (50.9)  | 5.2 (41.4)   | 14.5 (58.1)      |
| 平均最低気温 °C （°F）                         | −1.4 (29.5)  | −1.1 (30)    | 1.6 (34.9)    | 6.4 (43.5)    | 11.8 (53.2)   | 17.3 (63.1)   | 21.9 (71.4)   | 22.7 (72.9)  | 18.7 (65.7)   | 12.0 (53.6)   | 5.6 (42.1)   | 0.6 (33.1)   | 9.7 (49.5)       |
| 最低気温記録 °C （°F）                         | −8.0 (17.6)  | −8.6 (16.5)  | −5.8 (21.6)   | −2.8 (27)     | 0.6 (33.1)    | 7.2 (45)      | 14.8 (58.6)   | 14.9 (58.8)  | 8.1 (46.6)    | 1.4 (34.5)    | −2.8 (27)    | −8.1 (17.4)  | −8.6 (16.5)      |
| 降水量 mm （inch）                             | 47.1 (1.854) | 62.1 (2.445) | 112.2 (4.417) | 123.4 (4.858) | 151.2 (5.953) | 177.2 (6.976) | 212.2 (8.354) | 149.6 (5.89) | 190.2 (7.488) | 132.0 (5.197) | 73.8 (2.906) | 58.7 (2.311) | 1,509.3 (59.421) |
| 平均降水日数 （≥1.0 mm）                       | 6.4          | 7.2          | 9.9           | 9.8           | 10.2          | 11.7          | 11.5          | 8.9          | 10.5          | 8.0           | 6.3          | 7.0          | 109.2            |
| 平均月間日照時間                               | 140.9        | 130.4        | 162.3         | 187.9         | 185.4         | 130.1         | 138.0         | 195.7        | 151.5         | 164.6         | 150.2        | 141.4        | 1,872.5          |
| 出典1：平年値（年・月ごとの値）                |              |              |               |               |               |               |               |              |               |               |              |              |                  |
| 出典2：観測史上1～10位の値（年間を通じての値） |              |              |               |               |               |               |               |              |               |               |              |              |                  |

## 特産品・名物

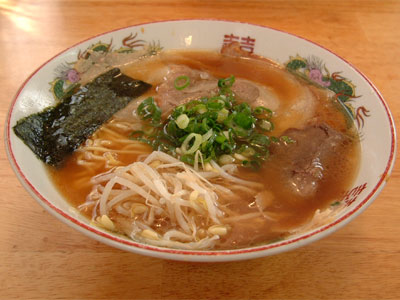
播州ラーメン

- 播州織
- 播州針
- 黒田庄和牛（神戸ビーフ）
- 播州ラーメン

## 歴史

### 市章

西脇市章

市章は「ニシ」の字を図案化して作成された。加古川と杉原川をイメージ化したものでもあり、1964年4月1日に市制施行を記念して制定した。これを2005年10月1日の新設合併後もデザインの変更に予算がかかるために変更せずに継承した。

#### 1950年代
- 1952年4月1日 - 多可郡西脇町・日野村・重春村・比延庄村が合併して発足[10]。
- 1954年
  - 3月7日 - 西光寺公園を起工[10]。
  - 3月30日 - 加西郡芳田村を編入[10]。
- 1955年9月25日 - 兵庫県道54号西脇停車場線西脇大橋が完成[10]。

#### 1960年代
- 1960年4月1日 - 西脇市立西脇南中学校が開校[10]。
- 1963年6月4日 - 集中豪雨により被災[10]。
- 1964年
  - 3月18日 - 三和橋が完成[10]。
  - 4月1日 - 市制施行を記念して「ニシ」を図案化した市章を制定[13][10]。
- 1965年
  - 3月12日 - 播磨工業整備特別地域に編入[10]。
  - 4月1日 - 西脇消防署が発足[10]。
- 1966年1月18日 - 西脇市民会館が完成[10]。
- 1967年4月7日 - 職業訓練センターが完成[10]。
- 1968年2月15日 - 市民憲章を制定[10]。
- 1969年7月11日 - ワシントン州レントン市と姉妹都市を締結[13][10]。

#### 1970年代
- 1970年8月8日 - 西脇公園内に市民プールが完成[10]。
- 1972年4月1日 - 市の木・市の花を制定[13][10]。
- 1974年
  - 4月1日 - 中町徳部野が西脇市へと編入[10]。
  - 11月30日 - 兵庫県道36号西脇篠山線が開通[10]。
- 1975年11月1日 - 西脇から新大阪駅にハイウェイバスが開通[10]。
- 1979年
  - 10月15日 - 西脇市立青年の家が完成[10]。
  - 12月7日 - 地域職業訓練センターとして、一宮地域職業訓練センターと熊本地域職業訓練センターと同時に、日本で最初に設置された[10]。

#### 1980年代

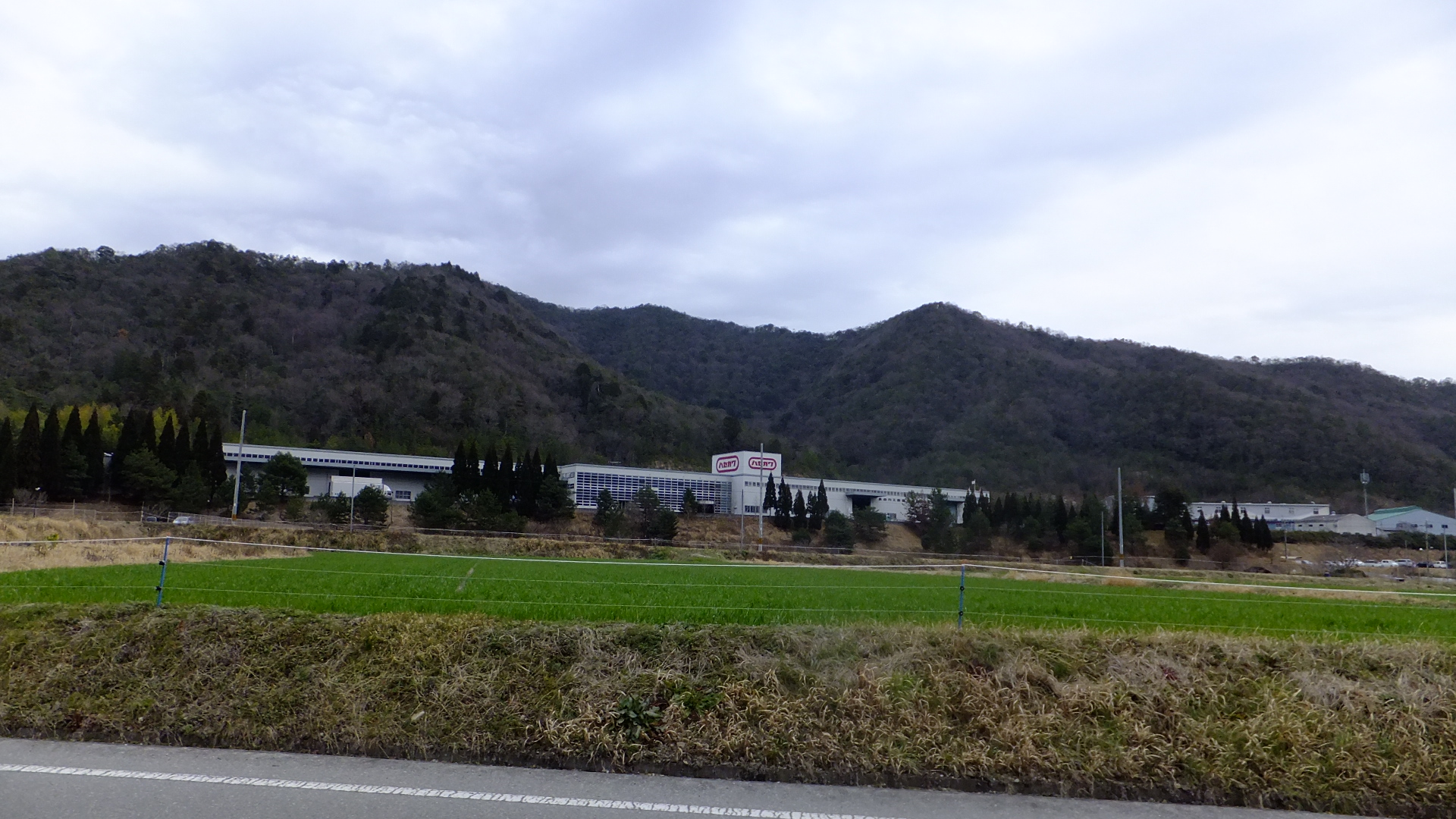
にしわき中畑工場公園にある工場。

- 1980年11月20日 - 野村町字緑風台に西脇ニュータウンが街開き[10]。
- 1981年11月22日 - 童子山公園内に西脇市総合市民センターが完成[10]。
- 1983年
  - 3月11日 - シンボルマークを制定[13][10]。
  - 9月28日 - 昭和58年台風第10号による被害で畑谷川で水害が発生[10]。
- 1985年
  - 7月15日 - 日本へそ公園駅が開業[10]。
  - 12月1日 - 市外局番が07952から0795に変更[10]。
- 1988年3月22日 - 兵庫県道17号西脇三田線野村大橋が開通[10]。
- 1989年3月26日 - にしわき中畑工場公園の敷地造成工事が完工[10]。

#### 1990年代
- 1990年4月1日 - JR鍛冶屋線廃線に伴い、野村駅が西脇市駅に改称。西脇駅廃止[10]。
- 1991年3月27日 - 国道175号西脇バイパスが開通[10]。
- 1994年3月24日 - 兵庫県道34号西脇八千代市川線芳田バイパスが、上王子町から岡崎町まで暫定開通[10]。
- 1996年
  - 7月23日 - アピカ西脇が完成[10]。
  - 12月17日 - 兵庫県道566号上鴨川西脇線しらさかトンネルが完成[10]。
- 1997年11月7日 - 翌8日まで全国へそのまちサミット西脇大会が開催[10]。

#### 2000年代
- 2000年

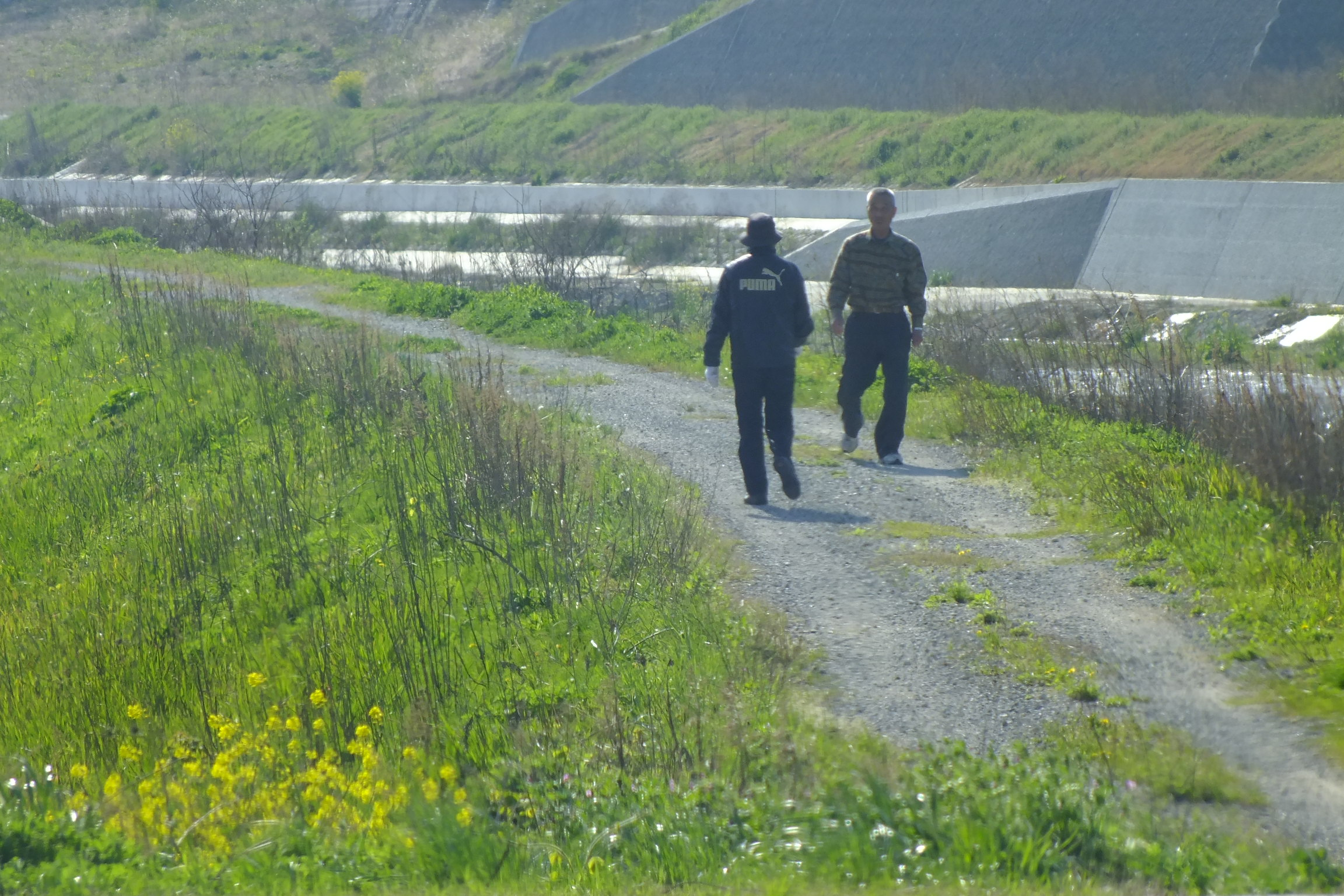
2004年10月21日に襲来した台風23号で氾濫した野間川。

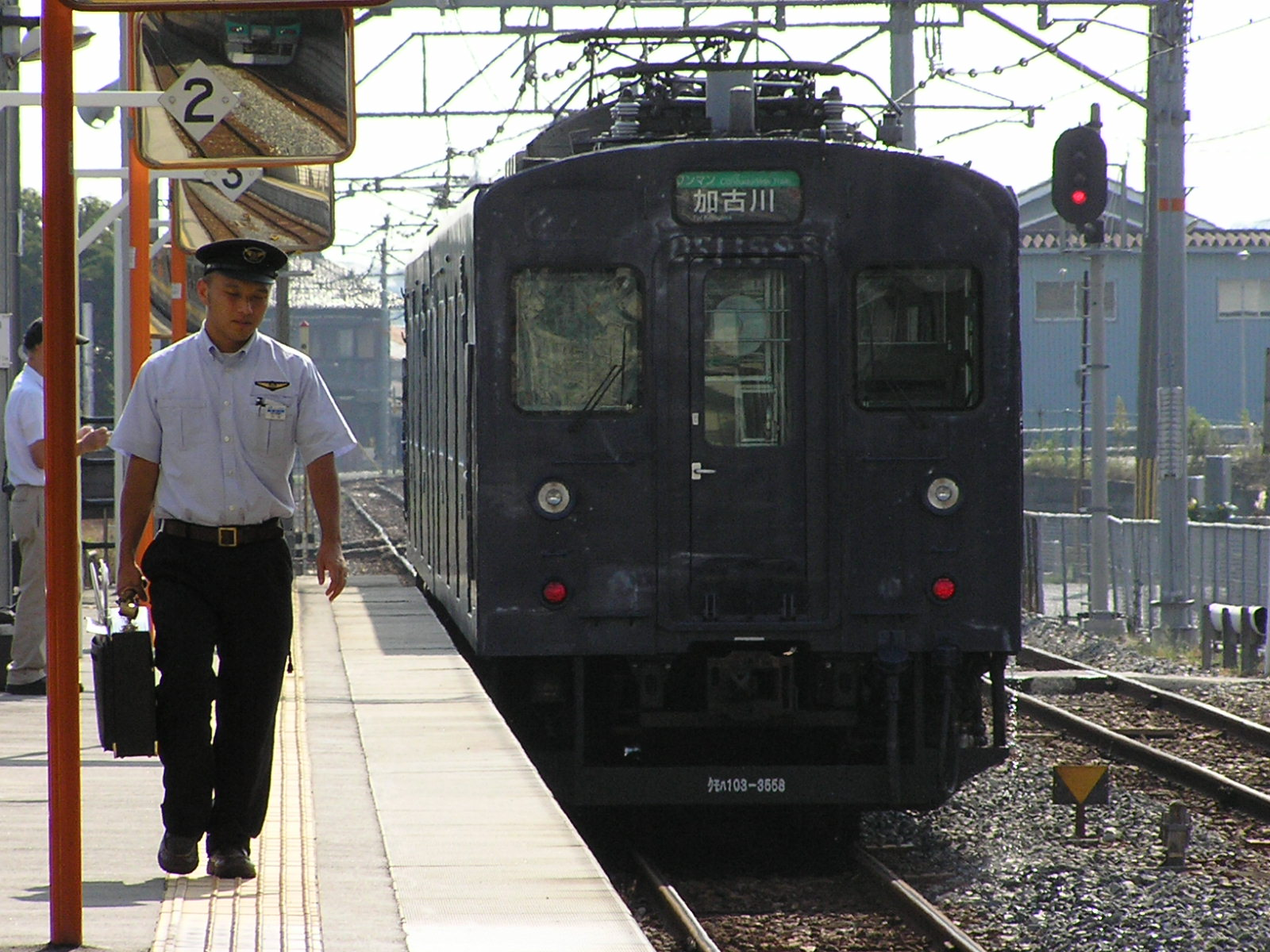
2004年12月18日 - JR加古川線が電化開業。写真はその3年後の2007年に撮られたJNR103系改造車両。横尾忠則『走れ! Y字路』。

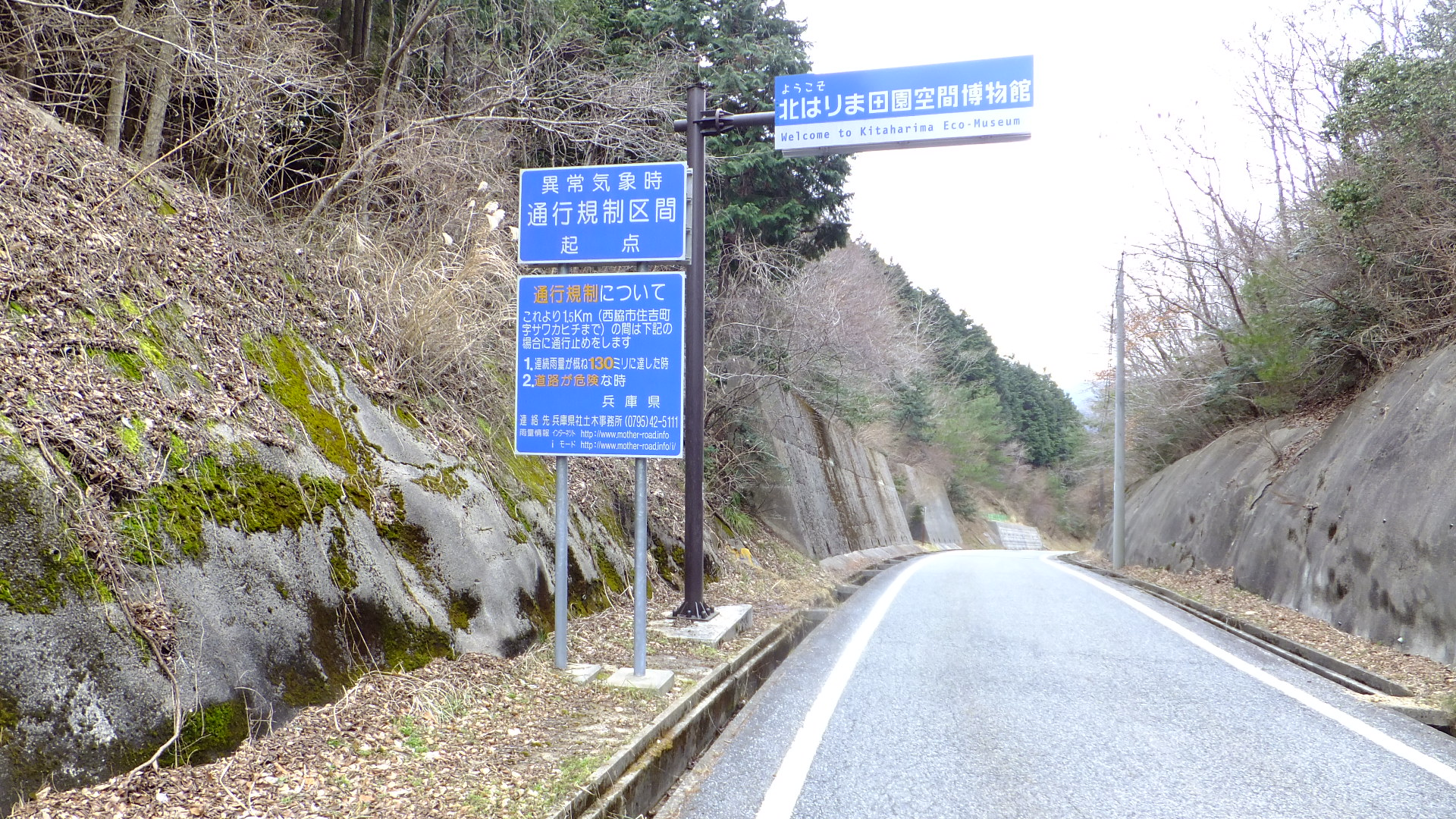
北はりま田園空間博物館の標識。

  - 4月27日 - 兵庫県道34号西脇八千代市川線芳田バイパスが、岡崎町から落方町まで暫定開通[10]。
  - 4月28日 - 野村町茜が丘が街開き[10]。
- 2001年12月7日 - 西脇小坂線が開通[10]。
- 2002年
  - 4月14日 - アピカ西脇北棟西側歩道の名称をレントン通りに変更[14][10]。
  - 9月7日 - 北はりま田園空間博物館が完成[10]。
- 2004年
  - 10月21日、台風23号および秋雨前線の影響により、市域を流れる加古川、野間川が氾濫。杉原川では加古川の洪水が逆流した結果、被害家屋1,401戸（床上、床下浸水合計）避難人数959人、死者1名を出した。この被害によって「加古川の河川激甚災害対策特別緊急事業(略称：河川激特事業）」の実施が決定された[15]。
  - 12月18日 - JR加古川線が電化開業。

### 合併後
- 2005年10月1日 - 多可郡黒田庄町と新設合併（旧西脇市を廃止）し、改めて西脇市が発足。市章は変更しなかった[11]。
- 2009年
  - 5月28日 - 土づくりセンター「ゆめあぐり西脇」が完成。
  - 11月29日 - 西脇市立西脇病院が完成。
- 2010年10月6日 - 多可町と「北はりま定住自立圏形成協定」締結。（中心市：西脇市、近隣町：多可町）
- 2011年7月8日 - 西脇市立北はりま農産物直売所「北はりま旬菜館」が完成。
- 2013年
  - 8月2日 - 西脇市立学校給食センターが完成。
  - 9月11日 - にしわき上比延工場公園の敷地造成工事が完工。
- 2014年11月29日 - 西脇市日本のへそ日時計の丘公園交流施設が完成。
- 2015年
  - 5月24日 - 上戸田浄水場が完成。
  - 10月5日 - 加西市・加東市・多可町と「北播磨広域定住自立圏形成協定」締結。（中心市：加西市・加東市、近隣市町：西脇市・多可町）
  - 10月18日 - 茜が丘複合施設「Miraie」が完成。
- 2017年
  - 1月29日 - 大木浄水場が完成。
  - 3月25日 - 西脇消防署西脇北出張所・西脇市コミュニティ消防センターが完成。
- 2021年
  - 3月31日 - 西脇市新庁舎・市民交流施設が完成。
  - 5月1日 - 市役所本庁舎・第二庁舎・生涯学習まちづくりセンター（マナビータ・プラザ）・健康づくりセンター・市民会館が、新庁舎・市民交流施設に移転。
  - 5月21日 - 西脇小学校（旧西脇尋常高等小学校）木造校舎が国の重要文化財に指定[16]。

## 地域

### 町丁・大字名

#### 西脇地区
市の中央部にあり、旧西脇村の範囲である。公共施設や商店が集中しており、地区の北側の童子山周辺では、住宅地を中心とした市街地、主要地方道西脇停車場線以南は住商工の混在した市街地となっている。
| 郵便番号 | 大字 |
| -------- | ---- |
| 677-0015 | 西脇 |

#### 津万地区
過去に「都麻乃郷」と呼ばれており、津万平野を構成する一帯である。西脇地区とともに旧津万村、1917年に町制・改称して旧西脇町の範囲である。地区の北側は農業地帯である。また、国道175号の沿道であり、バイパス建設が進められている。
| 郵便番号 | 大字名 |
| -------- | ------ |
| 677-0021 | 蒲江   |
| 677-0022 | 寺内   |
| 677-0023 | 西嶋   |
| 677-0024 | 嶋     |
| 677-0025 | 大野   |
| 677-0026 | 坂本   |
| 677-0035 | 上戸田 |
| 677-0036 | 津万   |
| 677-0038 | 大垣内 |
| 677-0043 | 下戸田 |
| 677-0044 | 上野   |

#### 日野地区
市の北側に位置し、旧日野村の範囲である。地区の中央を南北に流れる杉原川とその両岸に広がる農地や宅地からなる平野部と平野部につながる東西の丘陵部から形成されている。
| 郵便番号 | 大字名   |
| -------- | -------- |
| 677-0001 | 大木町   |
| 677-0002 | 前島町   |
| 677-0003 | 西田町   |
| 677-0004 | 市原町   |
| 677-0005 | 野中町   |
| 677-0006 | 羽安町   |
| 677-0011 | 富吉上町 |
| 677-0012 | 富吉南町 |
| 677-0013 | 日野町   |
| 677-0014 | 郷瀬町   |
| 677-0017 | 小坂町   |
| 677-0018 | 富田町   |

#### 重春地区

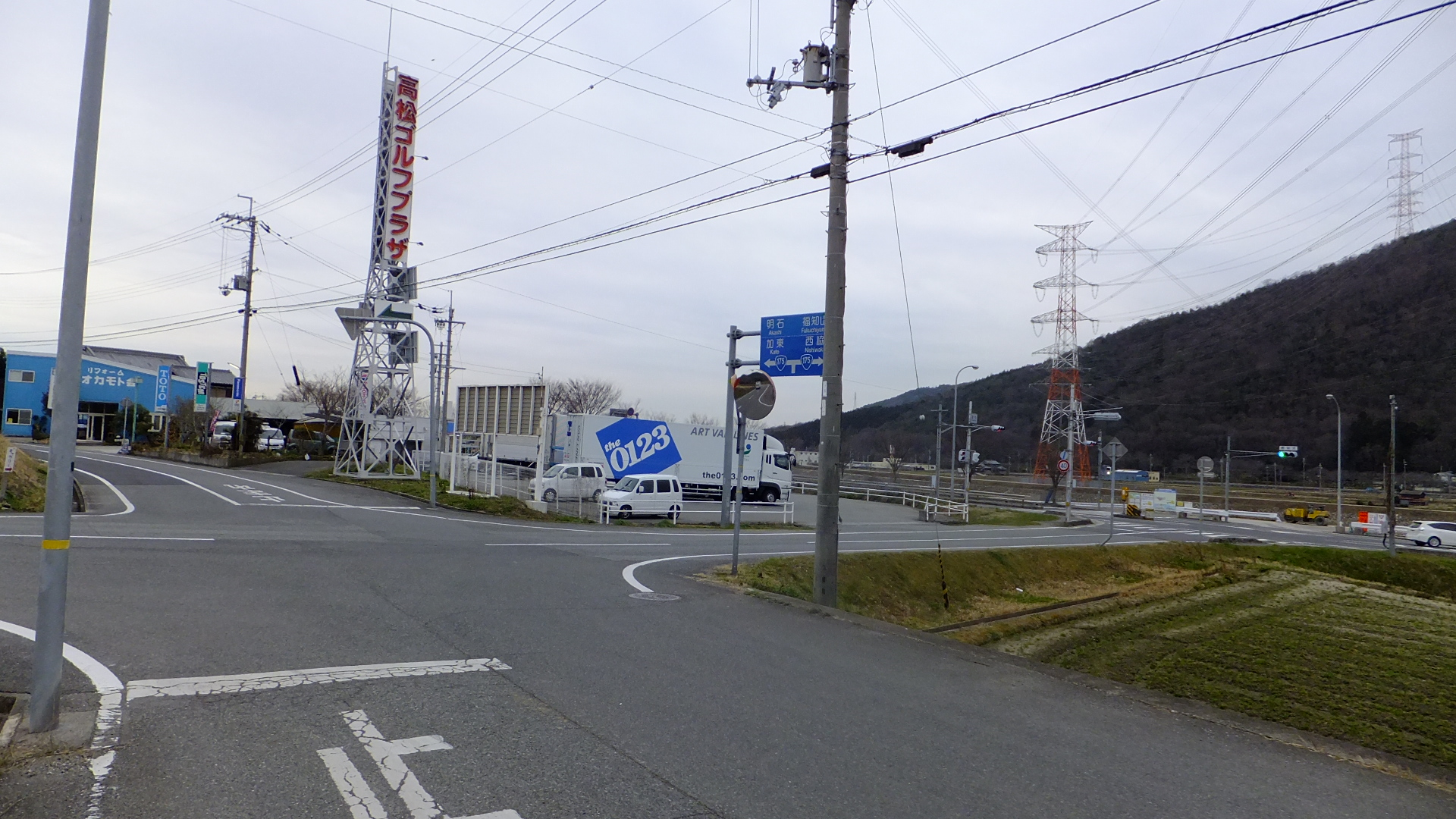
重春地域の街並み。
高松町で撮影。

市の南側に位置し、旧重春村の範囲である。地区内には、小・中学校や高校の4校が立地する、市内でも特色ある文教地区となっている。公共交通ではJR加古川線が通過しており、沿線きってのターミナル駅ともいえる西脇市駅があり利便性は高い。また国道175号も地域内東部を通過しており、滝野社インターチェンジにも近い。
| 郵便番号 | 大字名       |
| -------- | ------------ |
| 677-0016 | 高田井町     |
| 677-0051 | 谷町         |
| 677-0052 | 和田町       |
| 677-0053 | 和布町       |
| 677-0055 | 高松町       |
| 677-0056 | 板波町       |
| 677-0054 | 野村町       |
| 677-0057 | 野村町茜が丘 |
| 677-0063 | 平野町       |

#### 比延地区

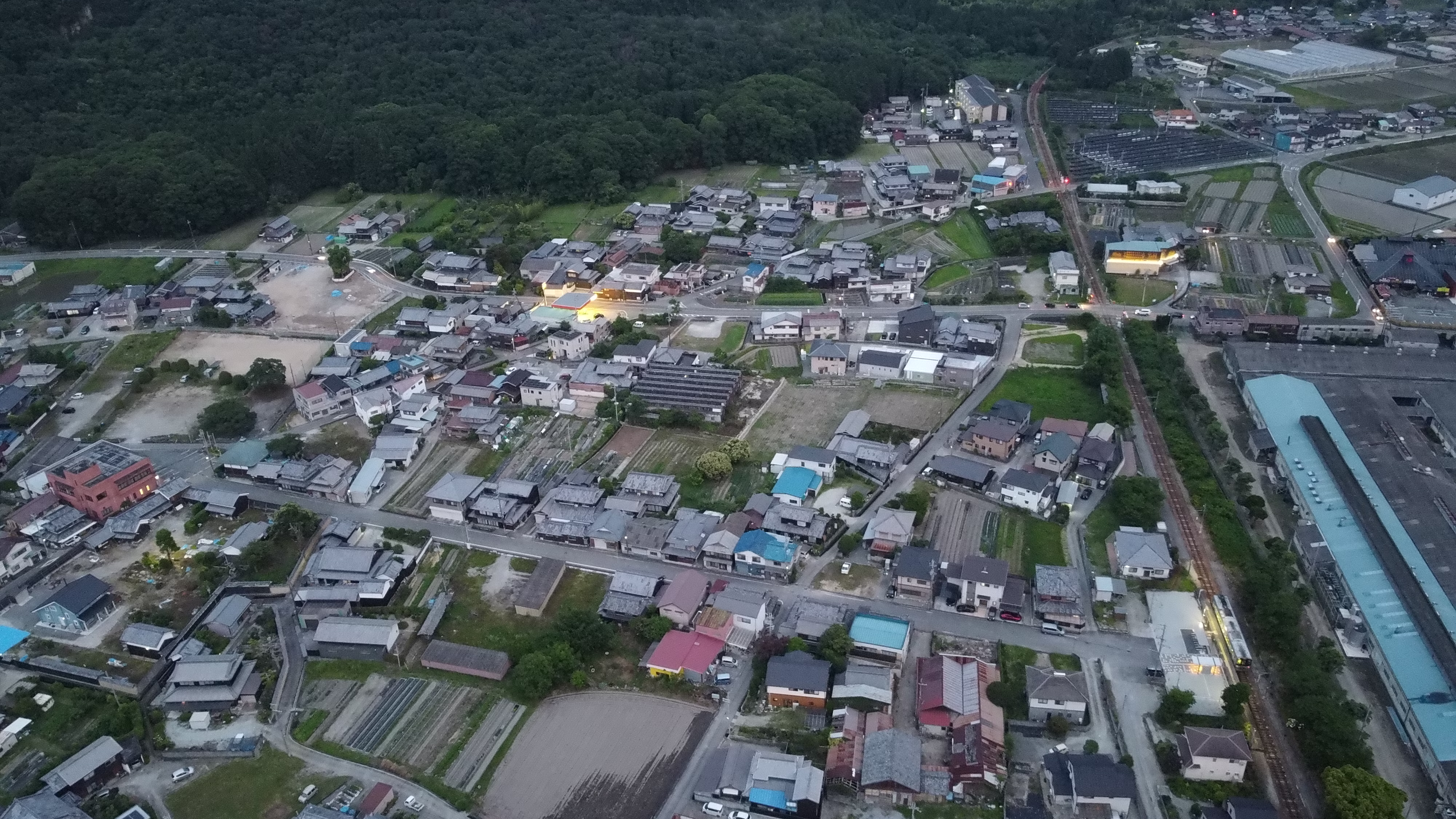
比延地区空撮。播州織工業協同組合、播織加工場、日清ヨーク関西工場などが過去川沿いに建ち並ぶ。

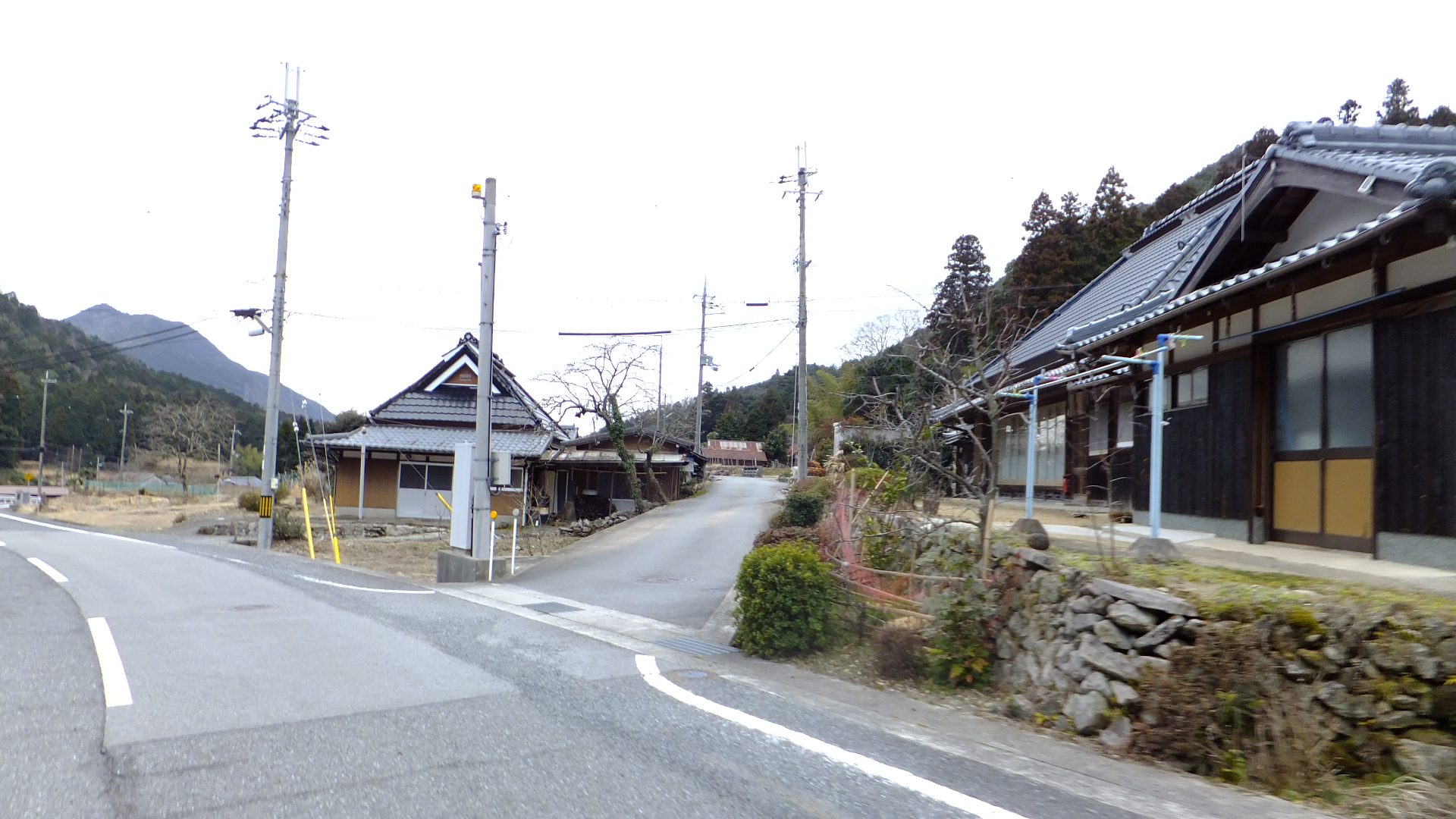
比延地区の街並み
住吉町で撮影

市の東側に位置し、旧比延庄村の範囲である。加古川の流域沿いに位置する農業地帯・播州織工業地帯である。播州織工業協同組合、播織加工場、日清ヨーク関西工場などが加古川沿いに建ち並ぶ。公共交通ではJR加古川線が通過しており、日本へそ公園駅・比延駅があるものの、停車本数が少なく、鉄道での利便性は低い。その一方で、国道175号の沿線の近くであるため、自動車交通は利便性が高い。地区の東側の住吉町と西側の堀町との高齢化率・利便性の格差が大きい。
| 郵便番号 | 大字名   |
| -------- | -------- |
| 677-0031 | 住吉町   |
| 677-0032 | 中畑町   |
| 677-0033 | 鹿野町   |
| 677-0034 | 塚口町   |
| 677-0037 | 比延町   |
| 677-0039 | 上比延町 |
| 677-0041 | 高嶋町   |
| 677-0042 | 堀町     |

#### 芳田地区
市の南西部に位置し、旧芳田村の範囲である。加西郡から編入された地域であるため、西脇市内よりも加西市との結びつきが強い地区である。全域が市街化調整区域であるため純農村地帯と産地であり、過疎化が進行している。兵庫県道24号多可北条線・兵庫県道34号西脇八千代市川線が幹線道路になっている。また、商業施設が市内の地区で少なくかつ公共交通の便は利便性が低く、神姫バスの子会社であるウイング神姫が西脇市駅から1日6便（冬は5便）と、神姫バスが北条町駅（加西市）から1日4便が当地区を結んでいるだけである。
| 郵便番号 | 大字名   |
| -------- | -------- |
| 677-0061 | 合山町   |
| 677-0062 | 出会町   |
| 677-0064 | 八坂町   |
| 677-0065 | 岡崎町   |
| 677-0066 | 水尾町   |
| 677-0067 | 明楽寺町 |
| 677-0068 | 落方町   |
| 677-0069 | 上王子町 |

#### 黒田庄地区
市の北東部に位置し、旧多可郡黒田庄町の範囲である。14の集落を基本にしながら、2つの小学校区という社会圏域に区分されており、農村田園地域が広がっている。

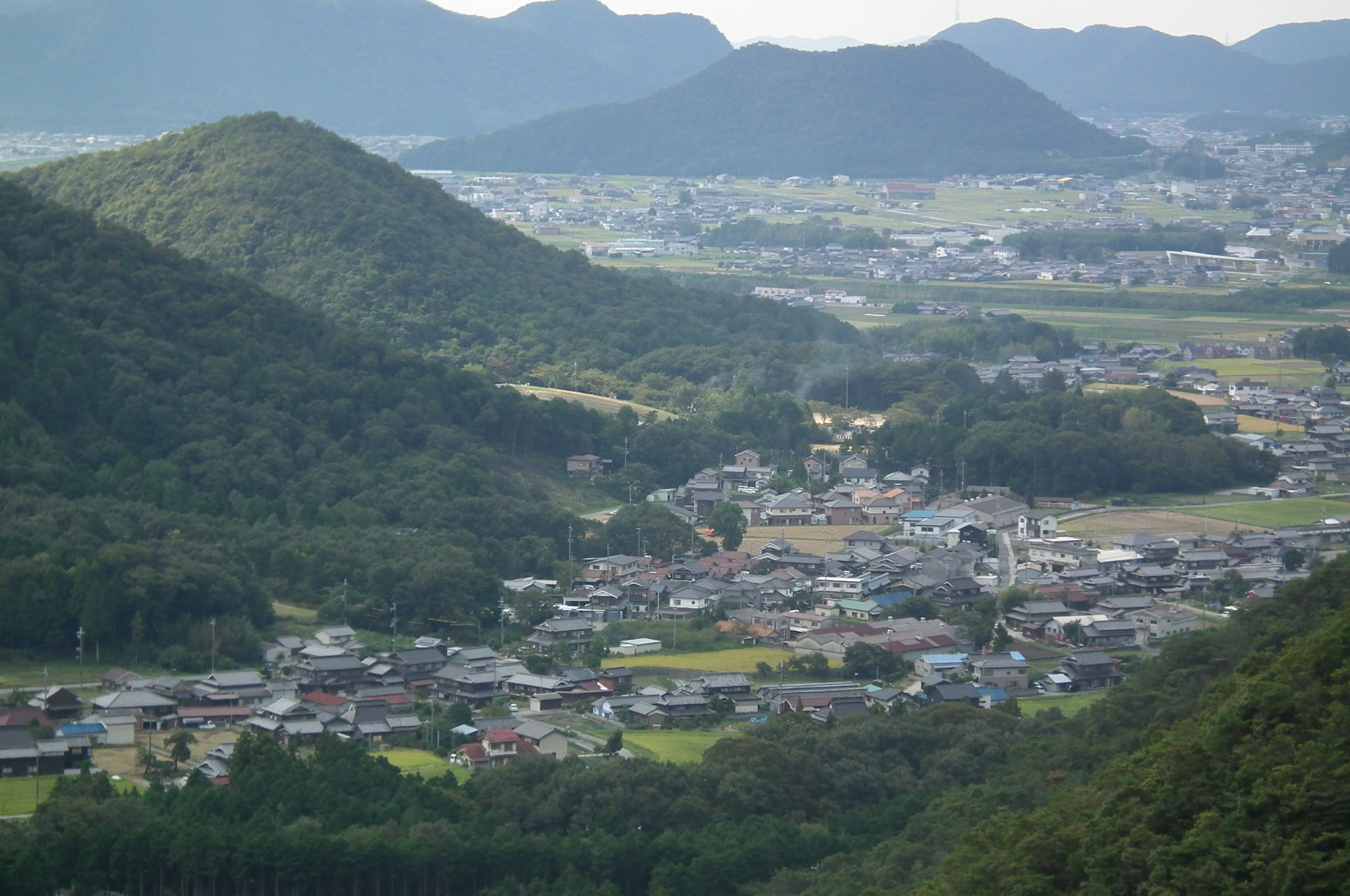
城山から望む黒田庄地区の街並み。

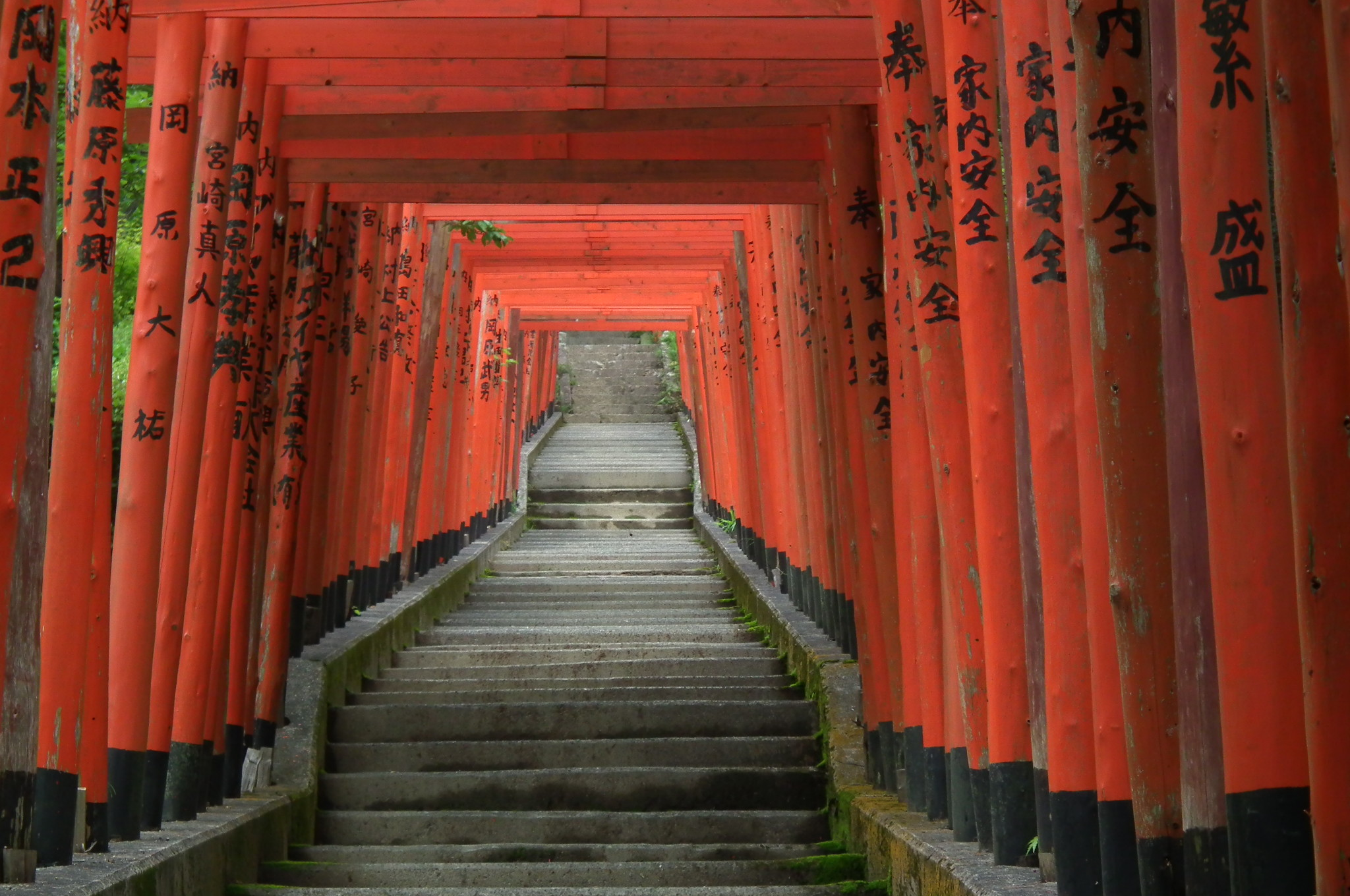
黒田庄町岡の岡稲荷神社。

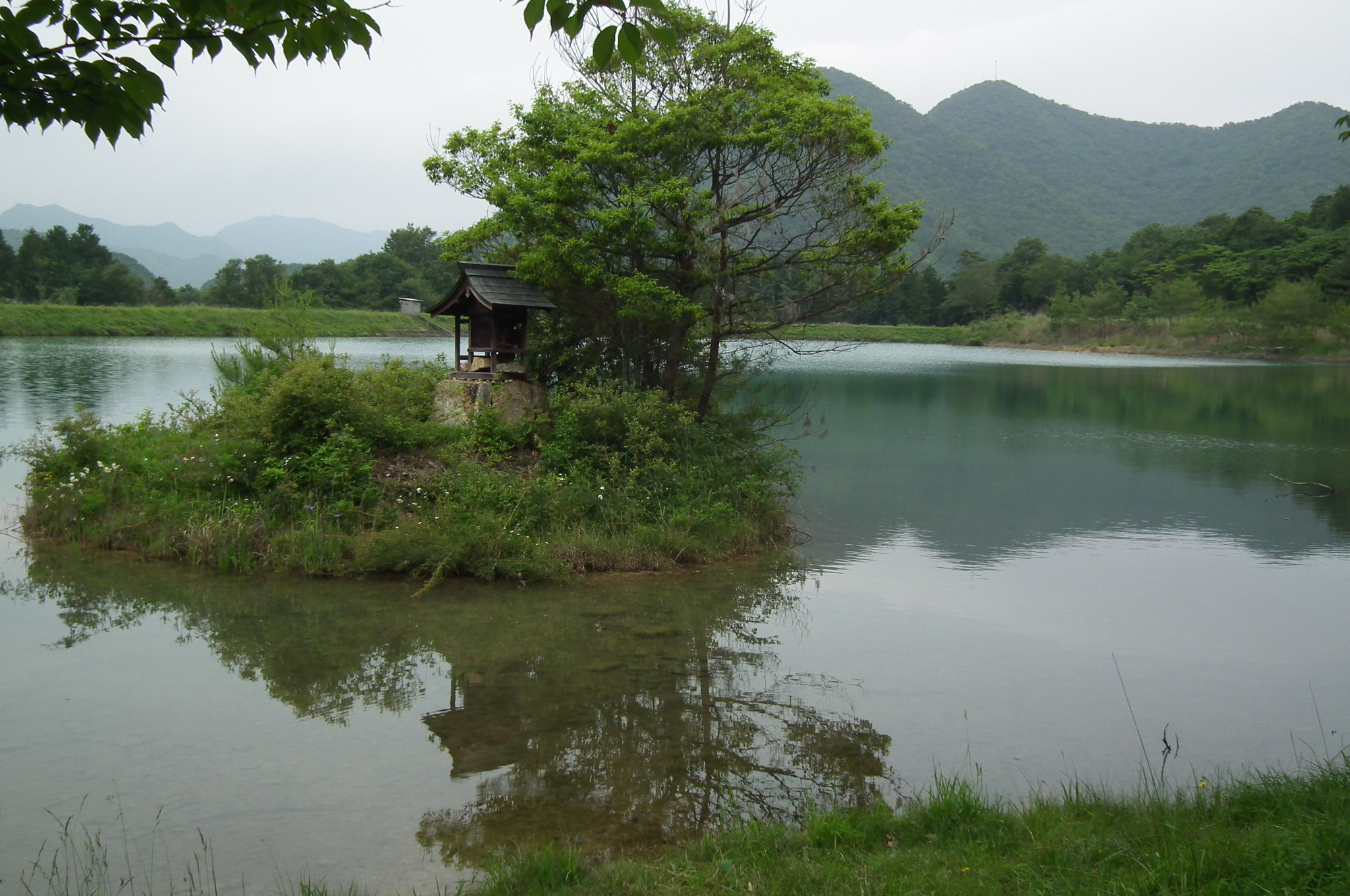
福谷公園・福谷池（黒田庄町福谷））

| 郵便番号 | 大字名         |
| -------- | -------------- |
| 679-0301 | 黒田庄町小苗   |
| 679-0302 | 黒田庄町黒田   |
| 679-0303 | 黒田庄町前坂   |
| 679-0304 | 黒田庄町船町   |
| 679-0311 | 黒田庄町喜多   |
| 679-0312 | 黒田庄町門柳   |
| 679-0313 | 黒田庄町岡     |
| 679-0314 | 黒田庄町福地   |
| 679-0315 | 黒田庄町津万井 |
| 679-0316 | 黒田庄町大門   |
| 679-0321 | 黒田庄町田高   |
| 679-0322 | 黒田庄町石原   |
| 679-0323 | 黒田庄町西澤   |
| 679-0324 | 黒田庄町大伏   |

### 学校
幼稚園
- 西脇市立しばざくら幼稚園

小学校・中学校
通学区域の指定は市HP「小・中学校校区一覧」による。双葉小は小規模特認校に指定されていて、所定の手続きを踏めば市内全域から通学可能である。西脇東中と黒田庄中は2027年（令和9年）度に統合を目指す計画がある。
| 小学校             | 中学校               |
| ------------------ | -------------------- |
| 西脇市立西脇小学校 | 西脇市立西脇中学校   |
| 西脇市立日野小学校 | 西脇市立西脇中学校   |
| 西脇市立重春小学校 | 西脇市立西脇南中学校 |
| 西脇市立芳田小学校 | 西脇市立西脇南中学校 |
| 西脇市立比延小学校 | 西脇市立西脇東中学校 |
| 西脇市立双葉小学校 | 西脇市立西脇東中学校 |
| 西脇市立楠丘小学校 | 西脇市立黒田庄中学校 |
| 西脇市立桜丘小学校 | 西脇市立黒田庄中学校 |

高等学校
- 兵庫県立西脇高等学校
- 兵庫県立西脇北高等学校

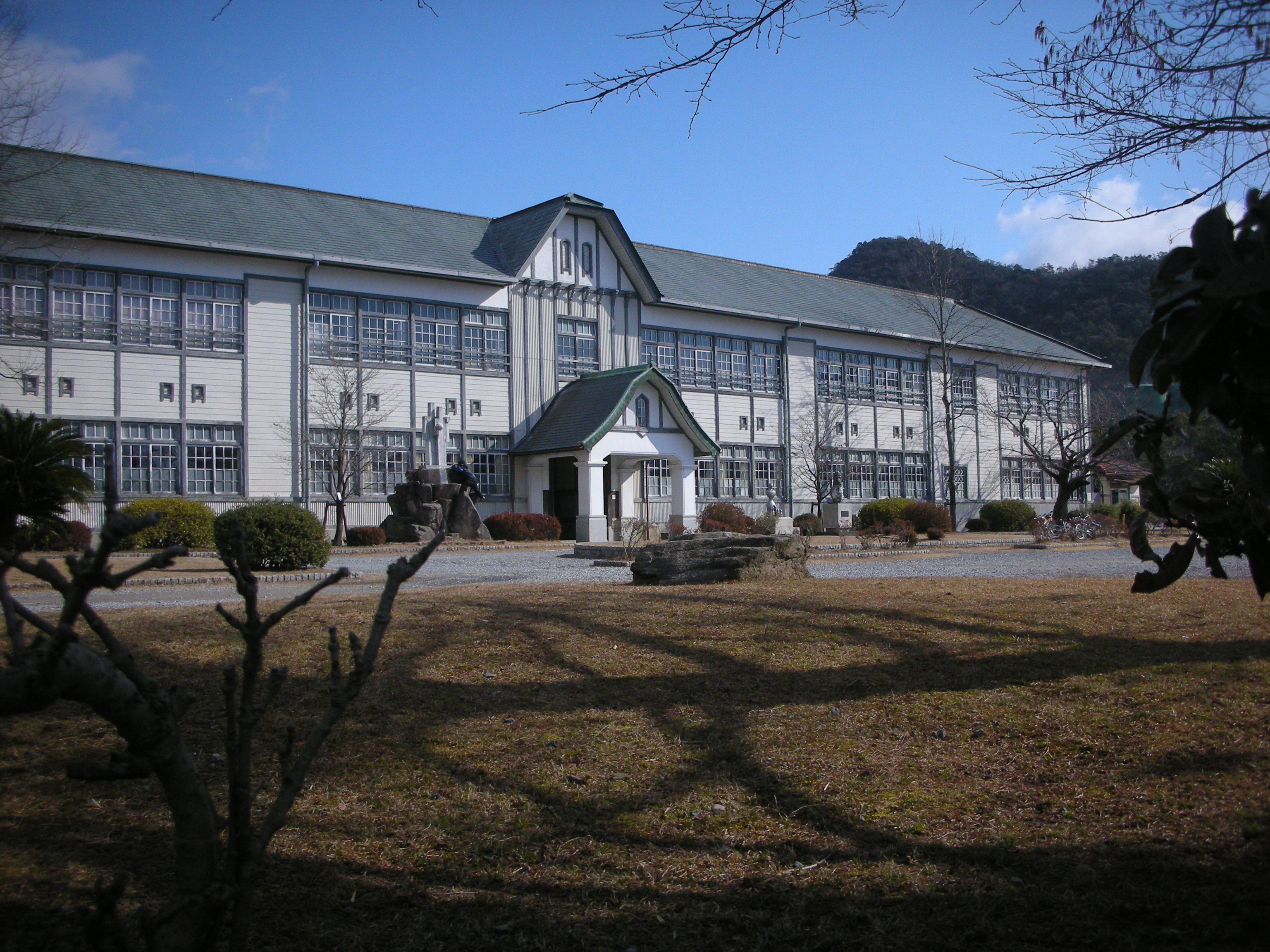
西脇市立西脇小学校校舎。2008年に兵庫県景観形成重要建造物に指定された。映画「火垂るの墓」、「人間失格」のロケが行われた。2021年に国の重要文化財に指定された。

- 兵庫県立西脇工業高等学校（全国高校駅伝で8度の全国制覇）

### 警察
- 西脇警察署
- 西脇中央交番
- 野村交番
- 日野交番
- 津万駐在所
- 比延駐在所
- 喜多駐在所
- 石原駐在所
- 芳田駐在所

### 消防
消防 - 北はりま消防組合により広域消防を採用している。
- 北はりま消防本部
- 西脇消防署
- 西脇消防署 西脇北出張所

消防団 - 西脇市消防団が各地区を担当する7分団体制で構成されている。

### 医療・保健・福祉
- 西脇市立西脇病院
- 大山記念病院
- 老人保健施設「しばざくら荘」
- 総合福祉センター 萩ヶ瀬会館
- 黒田庄福祉センター
- 西脇市障害者地域活動支援センター

### 自動車教習所
- 西脇自動車教習所

### 公共施設
- 大阪国税局 西脇税務署
- 西脇地方合同庁舎
  - 兵庫労働局 西脇労働基準監督署
  - 兵庫労働局 西脇公共職業安定所「ハローワーク西脇」
- 北はりま職業訓練センター
- 土づくりセンター「ゆめあぐり西脇」

### 郵便局
- 西脇郵便局
- 明楽寺郵便局

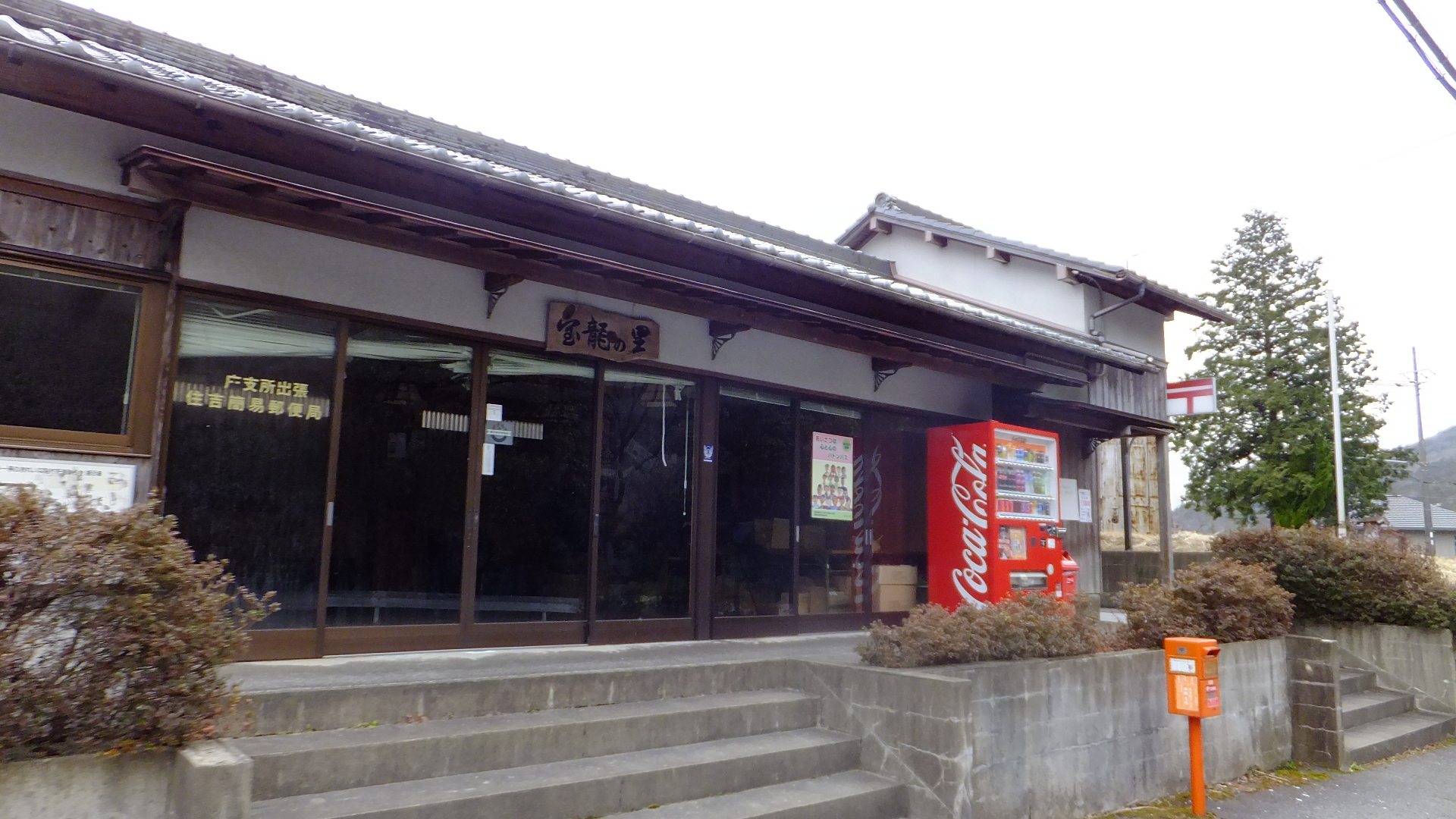
本黒田簡易郵便局
- 日野南簡易郵便局
- 比延郵便局
- 西脇日野郵便局
- 西脇東本町郵便局
- 西脇野村郵便局
- 西脇中本町郵便局
- 西脇豊川郵便局
- 西脇津万簡易郵便局
- 西脇坂本簡易郵便局
- 西脇合山簡易郵便局
- 住吉簡易郵便局
- 黒田庄郵便局

- 住吉簡易郵便局

## 行政
北播磨地域でいち早く市制を施行したことにより、国の行政機関（出先機関）が集中している。西脇都市圏を形成する北播磨北部（西脇市・多可郡多可町）の、中心都市である。

### 首長
旧西脇市
| 代 | 氏名       | 就任日                        |
| -- | ---------- | ----------------------------- |
| 初 | 來住靖夫   | 1952年5月1日                  |
| 2  | 岡澤源十郎 | 1958年2月16日                 |
| 3  | 高瀬信二   | 1966年2月13日                 |
| 4  | 石野重則   | 1986年2月16日                 |
| 5  | 内橋直昭   | 1998年2月16日 - 2005年9月30日 |

新西脇市
| 代 | 氏名     | 就任日                          |
| -- | -------- | ------------------------------- |
| 初 | 來住壽一 | 2005年11月13日 - 2013年11月12日 |
| 2  | 片山象三 | 2013年11月13日 - 現在           |

### 市議会
- 定数：16
- 議長：高瀬洋
- 副議長：吉井敏恭（にしわき新風会）

構成
| 会派               | 議席数 |
| ------------------ | ------ |
| 市民とともに歩む会 | 2      |
| にしわき新風会     | 2      |
| にしわき青嵐会     | 5      |
| 公明党             | 1      |
| 日本共産党         | 1      |
| 無会派             | 4      |

### 衆議院
- 任期：2021年10月31日 - 2025年10月30日（「第49回衆議院議員総選挙」参照）

| 選挙区                                                                    | 議員名     | 党派名     | 当選回数 | 備考   |
| ------------------------------------------------------------------------- | ---------- | ---------- | -------- | ------ |
| 兵庫県第4区（西脇市、神戸市西区、三木市、小野市、加西市、加東市、多可町） | 藤井比早之 | 自由民主党 | 4        | 選挙区 |

## 経済

### 地場産業

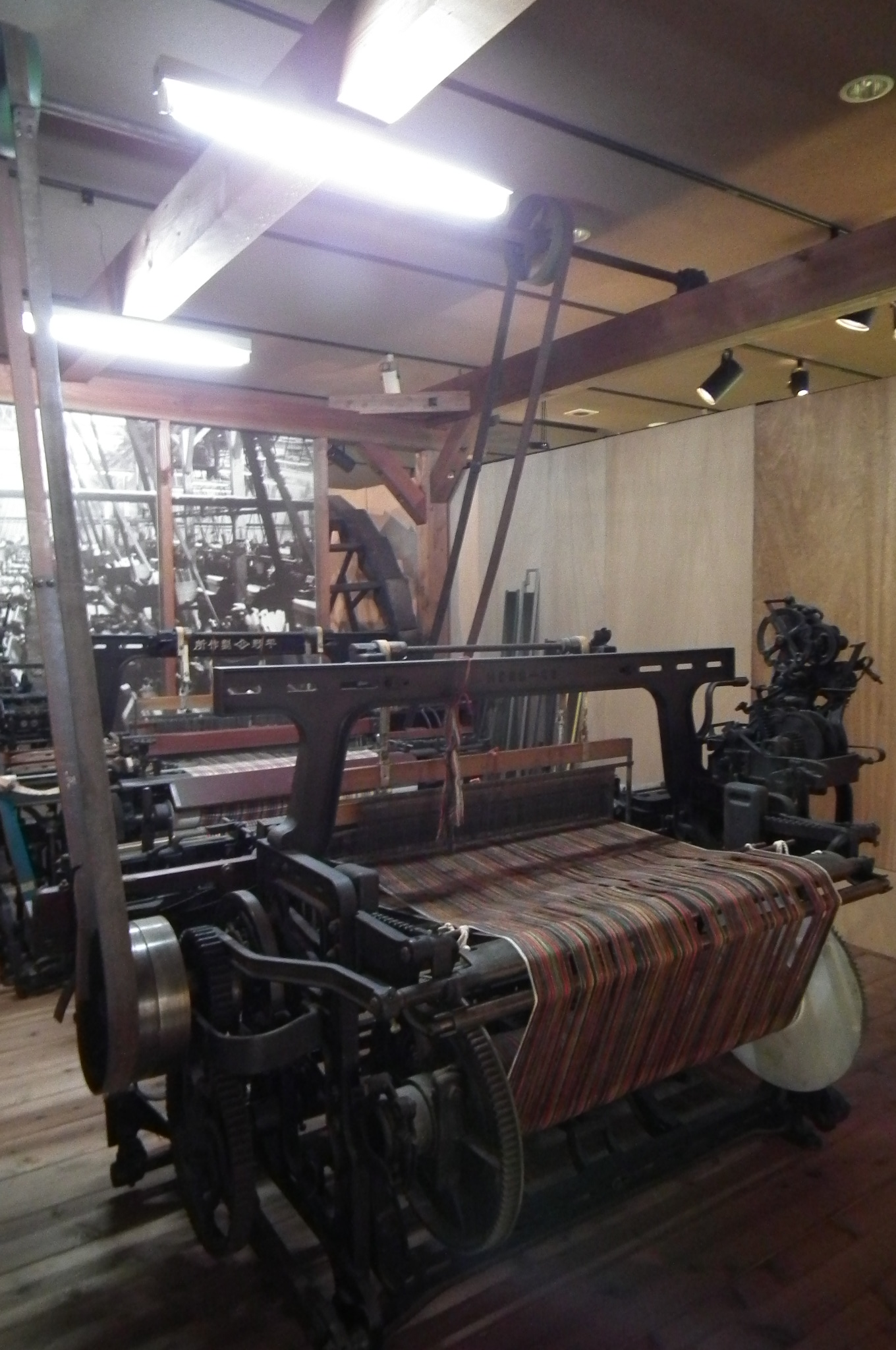
播州織に使用された36インチ力織機（平野製作所）西脇市郷土の織物とくらしの資料館。

- 播州織
- 播州毛鉤

### 商業
- アピカ西脇

### 西脇市に本社を置く企業
- オーナーばり[23]
- 名刀針[24]
- がまかつ
- 片山商店
- ブレイン
- 森本織布
- ozawa
- 光洋機械産業
- 斉藤商店
- 大栄螺旋工業
- 東播染工
- 丸萬
- ユタックス
- 西脇ロイヤルホテル

以上

### 産業団地
- にしわき中畑工場公園
  - 関西ヘキサケミカル
  - 長谷川工業 西脇事業所
  - シミックファーマサイエンス 西脇ラボ
  - 明々工業
- にしわき上比延工場公園
  - 西日本コクボ 西脇工場
  - 福電 西脇工場

### 市内にある金融機関
- 三井住友銀行 - 指定金融機関
- みなと銀行
- 但馬銀行
- 近畿労働金庫
- 兵庫県信用組合
- 中兵庫信用金庫
- 播州信用金庫
- みのり農業協同組合

### マスメディア
- eo光テレビ（ケーブルテレビ）
- 西脇時報（1951年創刊の地方紙。週刊。）
- 神戸新聞社西脇支局
- 朝日新聞社西脇支局
- 毎日新聞社西脇通信部

## 姉妹都市・提携都市

### 友好・姉妹都市
- 富良野市（北海道）
1978年10月20日に友好都市提携を締結。
- レントン市（アメリカ合衆国ワシントン州）
1969年7月11日に姉妹都市提携を締結。

### 提携都市
全国へそのまち協議会
- 富良野市（北海道） - 北海道のへそ
- 本宮市（福島県） - 福島のへそ
- 佐野市（栃木県） - 日本列島の中心
- 渋川市（群馬県） - 日本のまんなか
- 中央市（山梨県） - 日本の真ん中、人が真ん中
- 吉野町（奈良県） - 紀伊半島のへそ
- 吉備中央町（岡山県） - 岡山のまんなか
- 山都町（熊本県） - 九州のへそ
- 宜野座村（沖縄県） - 沖縄本島の中心

## 隣接している自治体
- 加西市
- 加東市
- 丹波篠山市
- 丹波市
- 多可郡多可町

## 交通
自動車のナンバープレートの地名表記は「神戸」である。

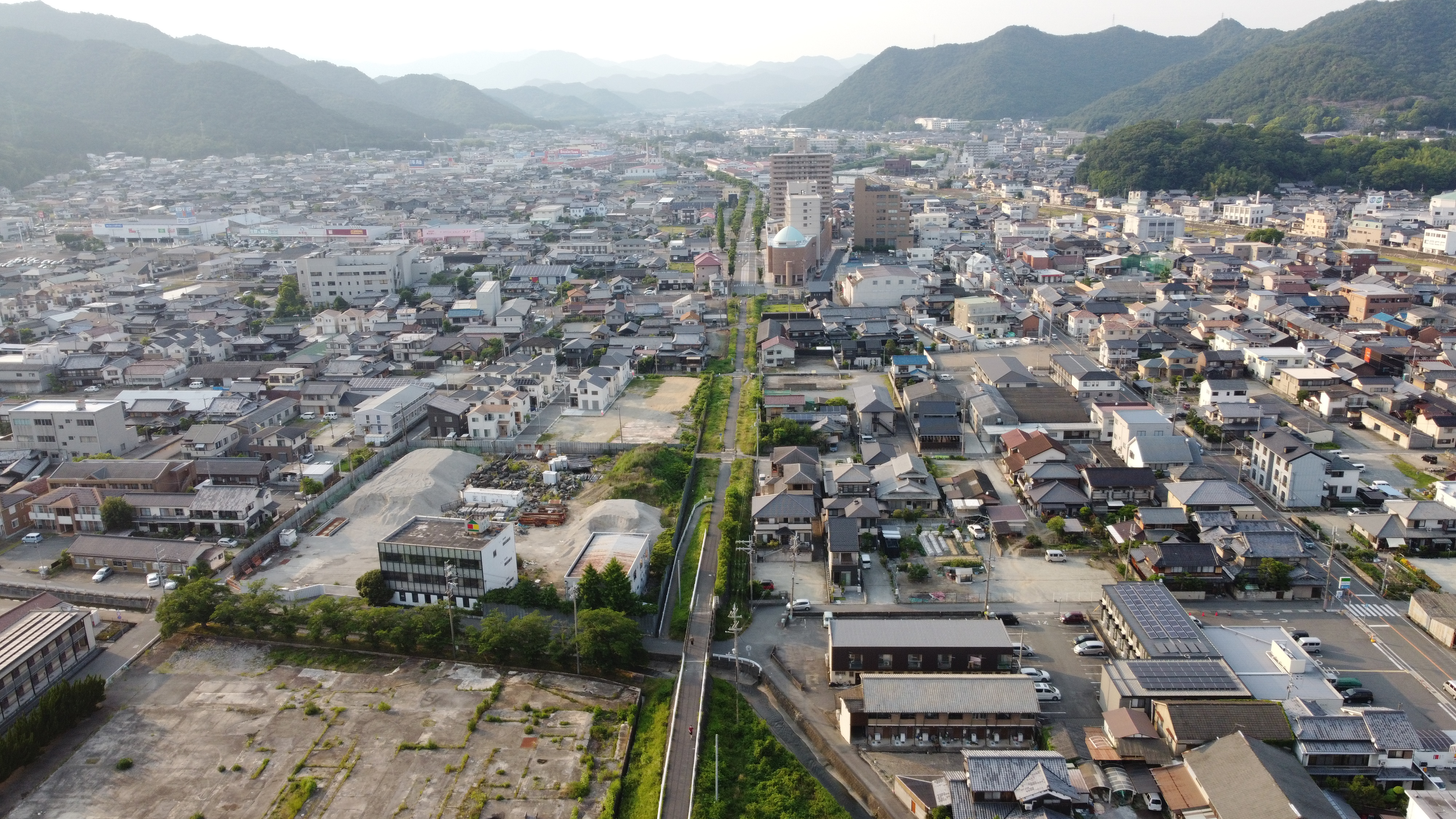
かつての町のの中心部で、鍛冶屋線の駅舎西脇駅があったあたり。中央にまっすぐ走る道が鍛冶屋線の跡。

### 鉄道
- 西日本旅客鉄道（JR西日本）
  - 加古川線：西脇市駅 - 新西脇駅 - 比延駅 - 日本へそ公園駅 - 黒田庄駅 - 本黒田駅 - 船町口駅
- 中心となる駅は西脇市駅。但し、市の中心部からは外れている。

西脇市駅は元々「野村駅」という名称で、野村駅からJR鍛冶屋線が分岐していた。鍛冶屋線は西脇市の中心部を走り、市中心部に「西脇駅」があったが、1990年に鍛冶屋線は廃止され、西脇駅もバスターミナルとなった。

### バス
大阪と高速バス、神戸と急行バスで結ばれている。所要時間は新大阪駅 - 西脇間83分、神戸三宮 - 西脇間97分である。
一般路線
- 神姫バス
- ウイング神姫（旧神姫グリーンバス）
- 西脇市コミュニティバス
- のぎくバス（多可町から乗り入れるコミュニティバス）

高速・急行バス
- 中国ハイウェイバス西脇線（神姫バス・西日本ジェイアールバス）
- 西脇急行線

### 道路

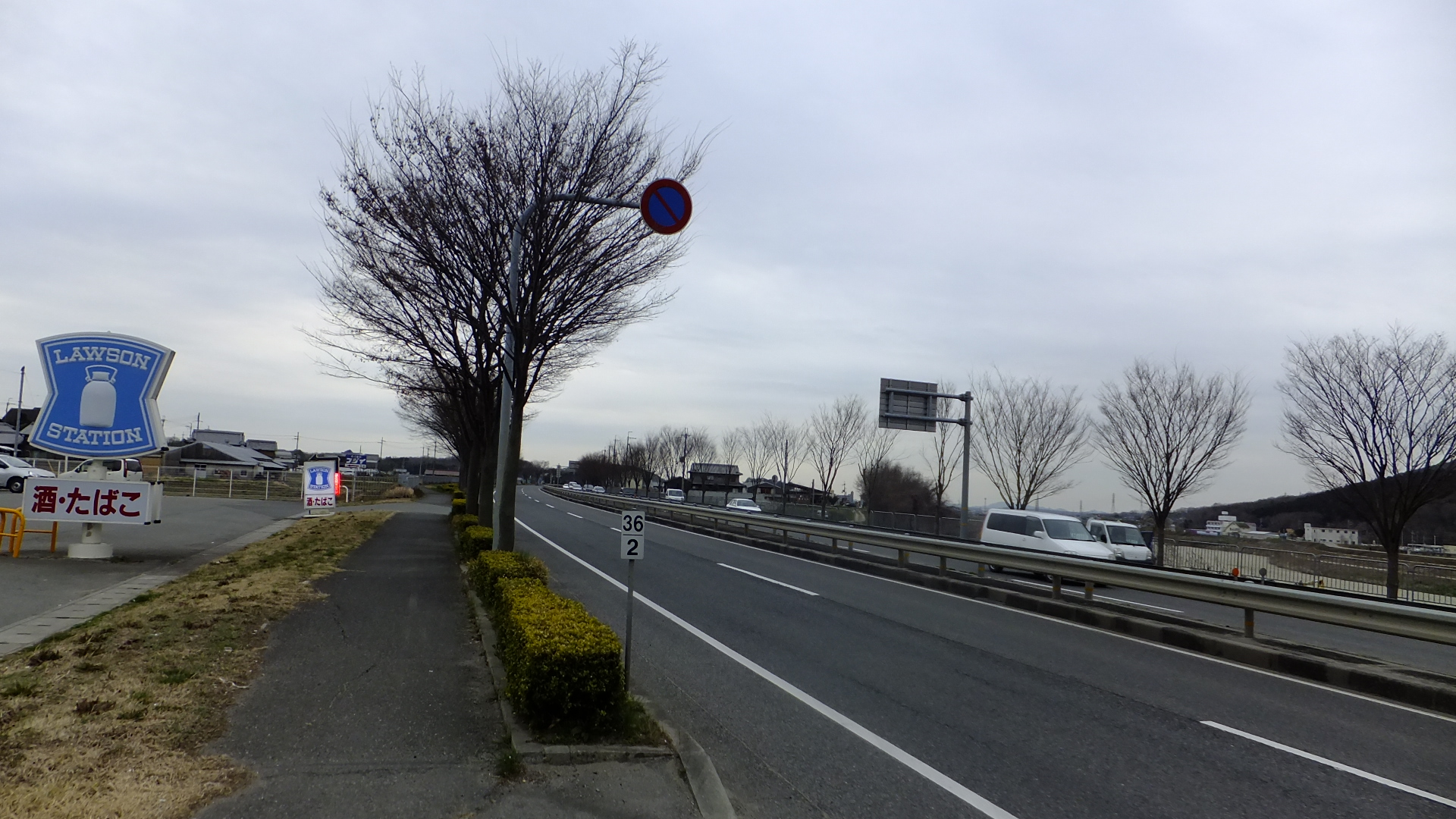
市内の南北を縦断する国道175号
高松町で撮影

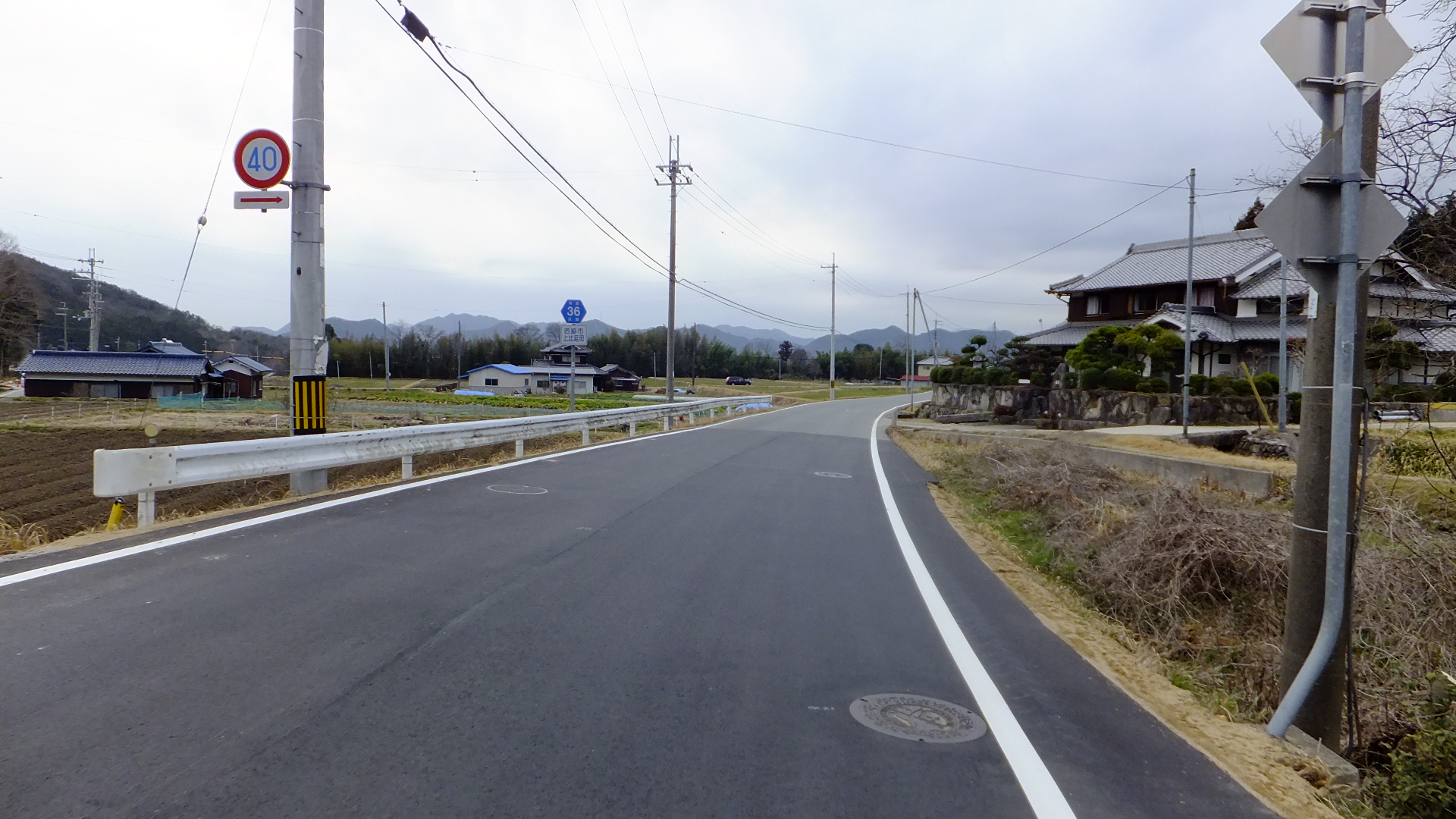
市の中心部から住吉町を結ぶ兵庫県道36号西脇篠山線
住吉町で撮影

- 高速道路
  - 市内にあるインターチェンジ：なし
- 一般国道
  - 国道175号
  - 国道427号
- 主要地方道
  - 兵庫県道17号西脇三田線
  - 兵庫県道24号多可北条線
  - 兵庫県道34号西脇八千代市川線
  - 兵庫県道36号西脇篠山線

### 道の駅
- 北はりまエコミュージアム

## 名所・旧跡・観光スポット・祭事・催事

### 文化施設・スポーツ施設・観光スポット
- 日本へそ公園

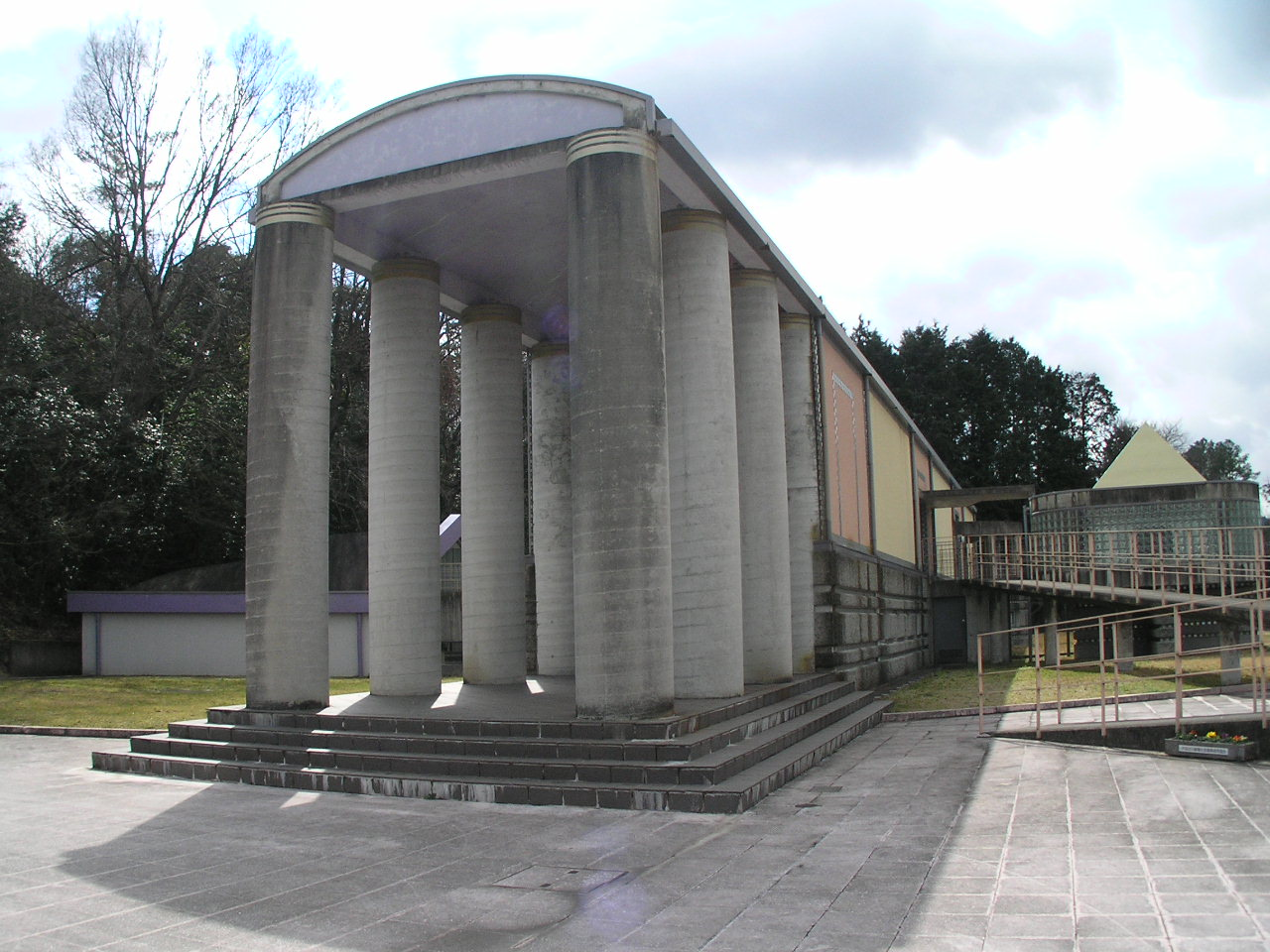
西脇市岡之山美術館

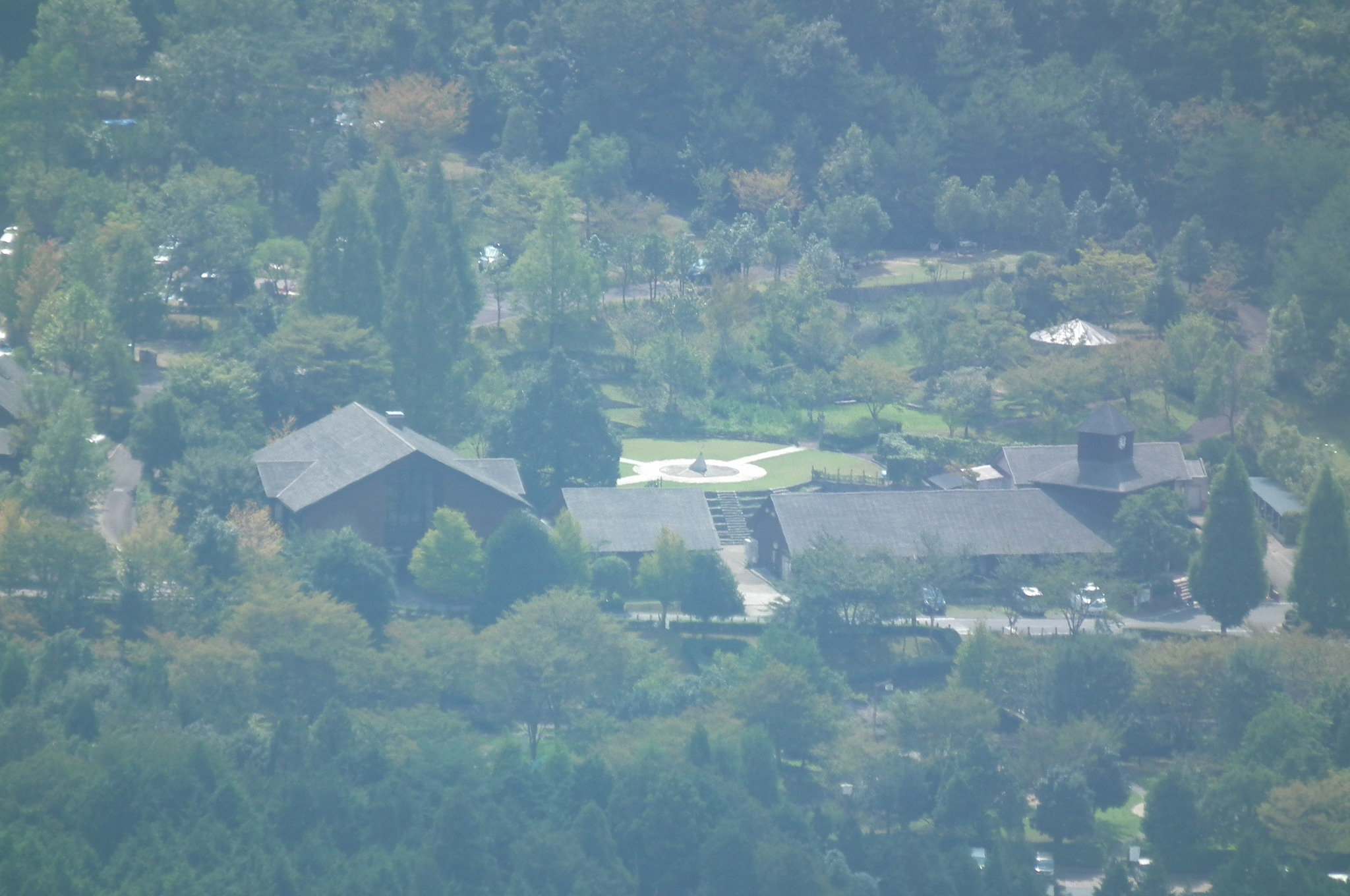
西脇市日本のへそ日時計の丘公園オートキャンプ場。

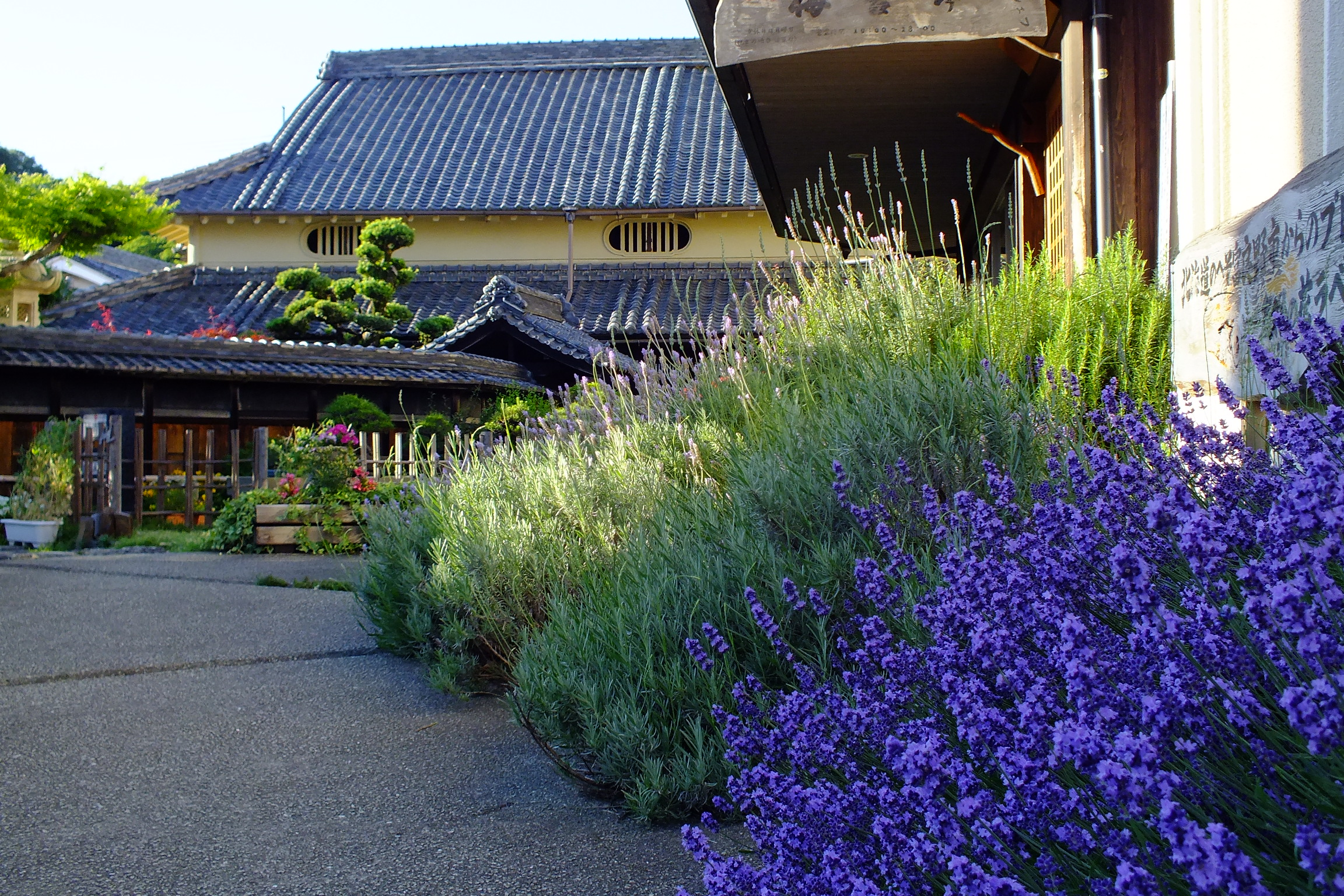
町の中心に位置する旧来住家住宅。

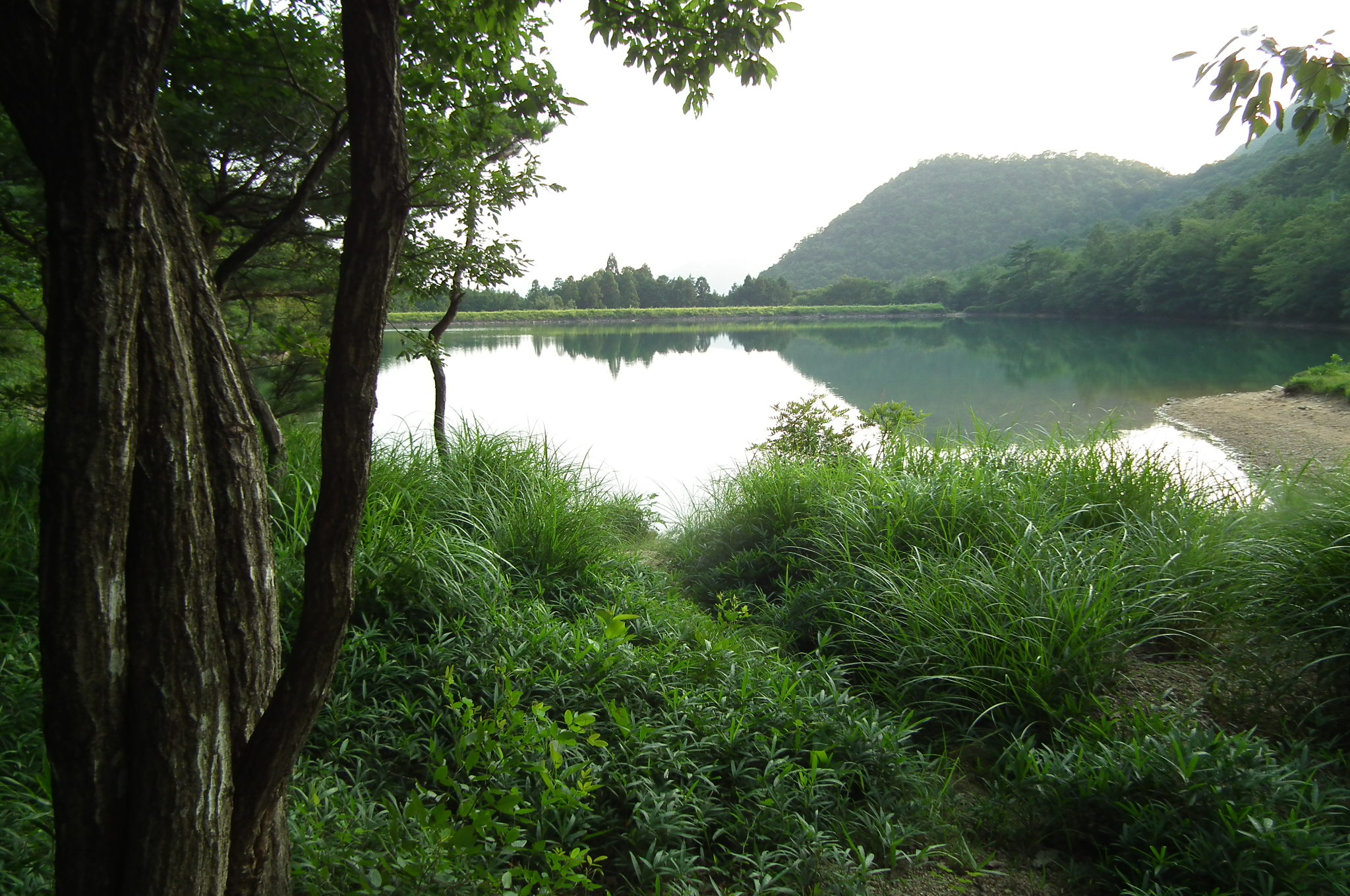
秋谷池（映画『火垂るの墓』ロケ地）

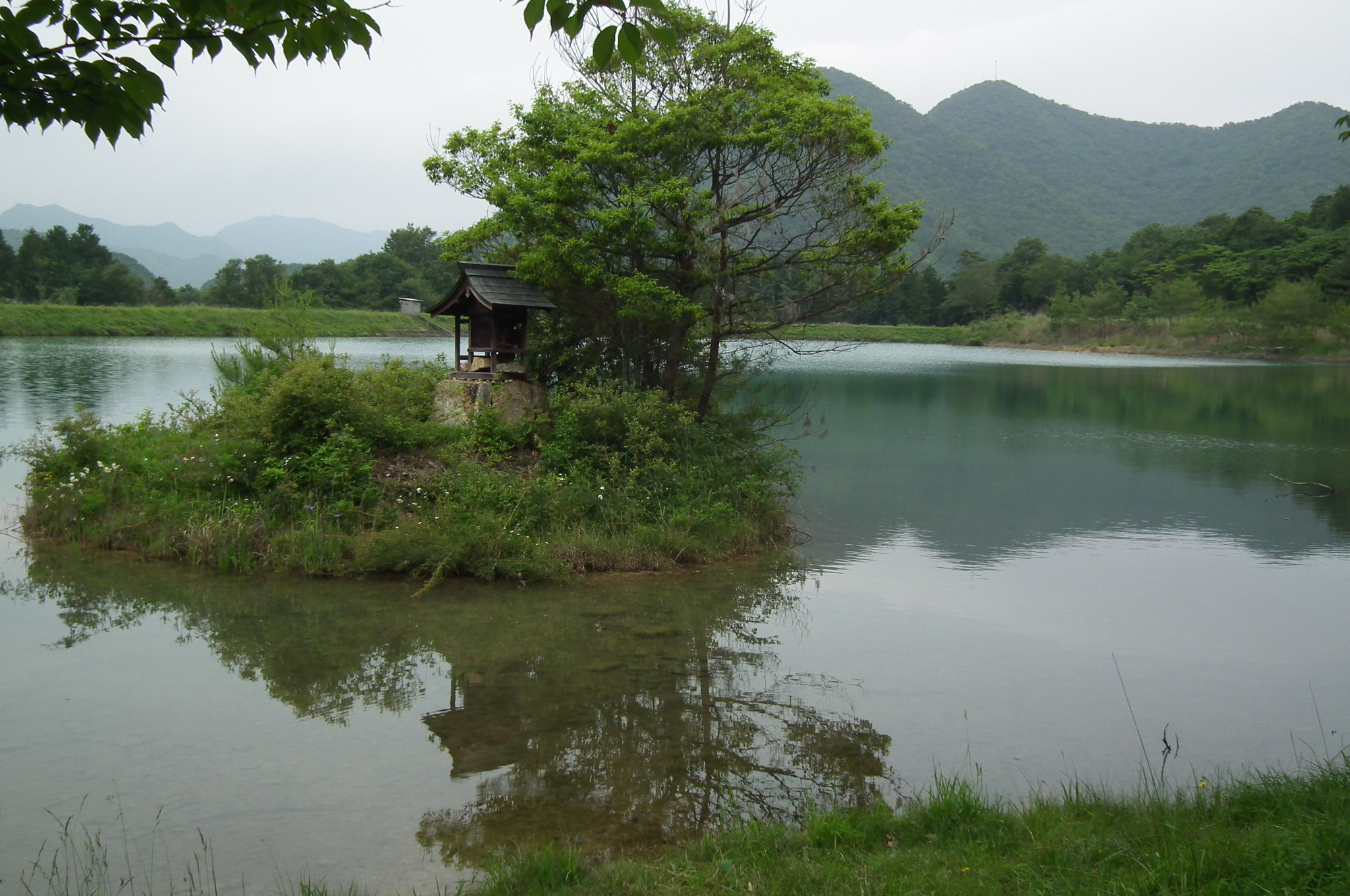
福谷公園

  - にしわき経緯度地球科学館「テラ・ドーム」
  - 西脇市岡之山美術館
- 童子山公園
  - 西脇市総合市民センター「カルチャーセンター」
  - 播磨内陸生活文化総合センター「ドウジアム」
    - 西脇市郷土資料館
- Órinas（オリナス）
  - 市役所
  - 市民交流施設
    - オリナスホール

  - 健康福祉連携施設
    - 西脇市多可郡医師会
    - にしわき南地域包括支援センター
- 茜が丘複合施設「Miraie」
  - 西脇市図書館
  - こどもプラザ（子育て学習センター／児童館）
  - 男女共同参画センター
  - コミュニティセンター 重春・野村地区会館
- コヤノ美術館 西脇館（旧藤井家住宅） - 兵庫県景観形成重要建造物
- 鍛冶屋線市原駅記念館
- 旧来住家住宅
- 播州織工房館
- 西脇市立音楽ホール「アピカホール」
- 西脇市黒田庄ベーシックホール
- 西脇市天神池スポーツセンター
- 西脇市日野体育センター
- 西脇市黒田庄体育センター
- 西脇市立青年の家
- 西脇市中畑林間ファミリー園
- 西脇市日本のへそ日時計の丘公園オートキャンプ場
- 西脇市日本のへそ日時計の丘公園フォルクスガーデン
- 西脇市住吉農村公園（市民農園「すみよし桃源郷」）
- 西脇市立北はりま農産物直売所「北はりま旬菜館」
- 西脇馬事公苑
- 秋谷池 - 『火垂るの墓』（実写版）ロケ地
- 福谷公園
- 緑風台古窯陶芸館
- 緑遊・ノムラの森

### 名所・旧跡
- 婆婆岩

寺院

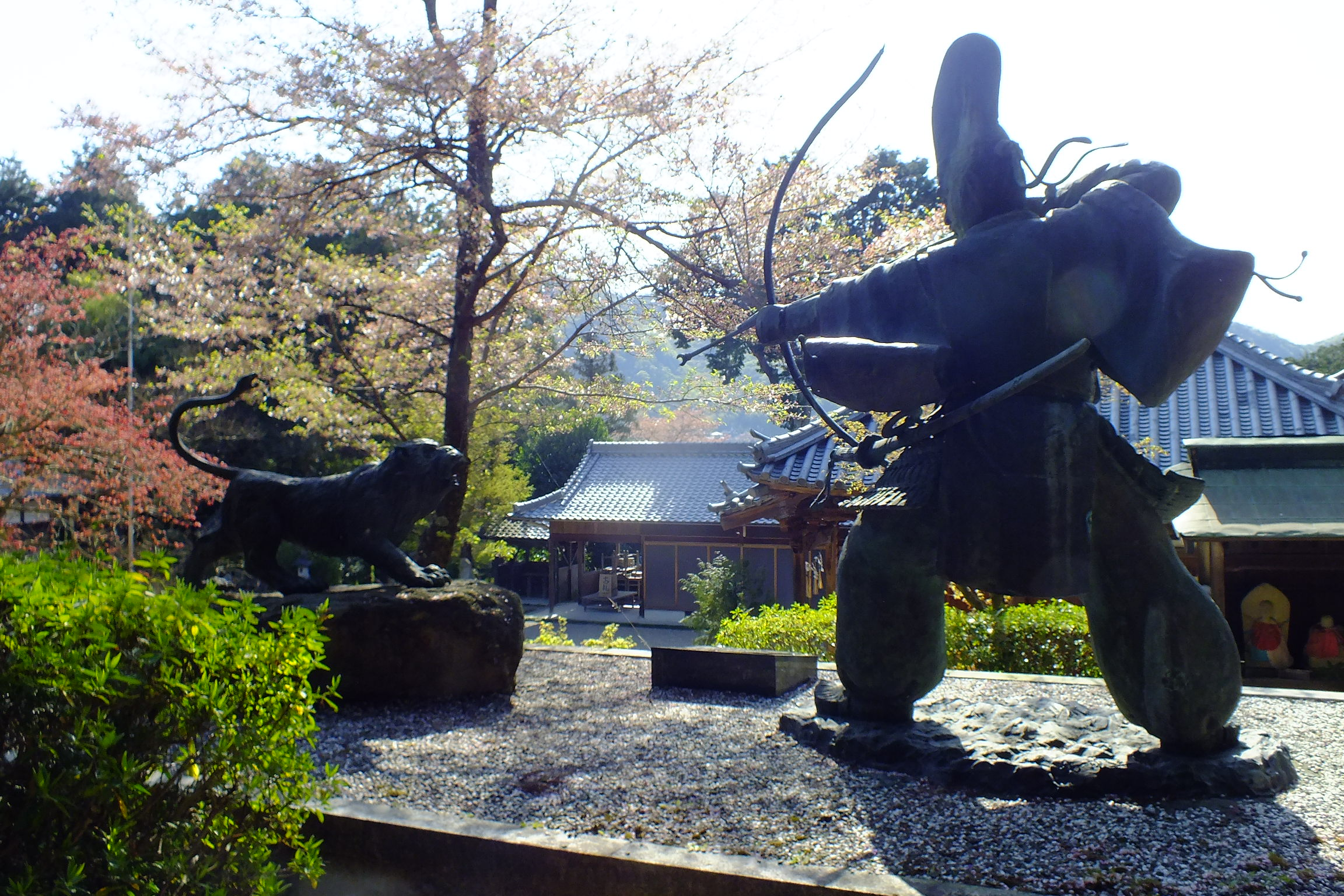
源頼政の鵺退治を再現した像。長明寺が所蔵。

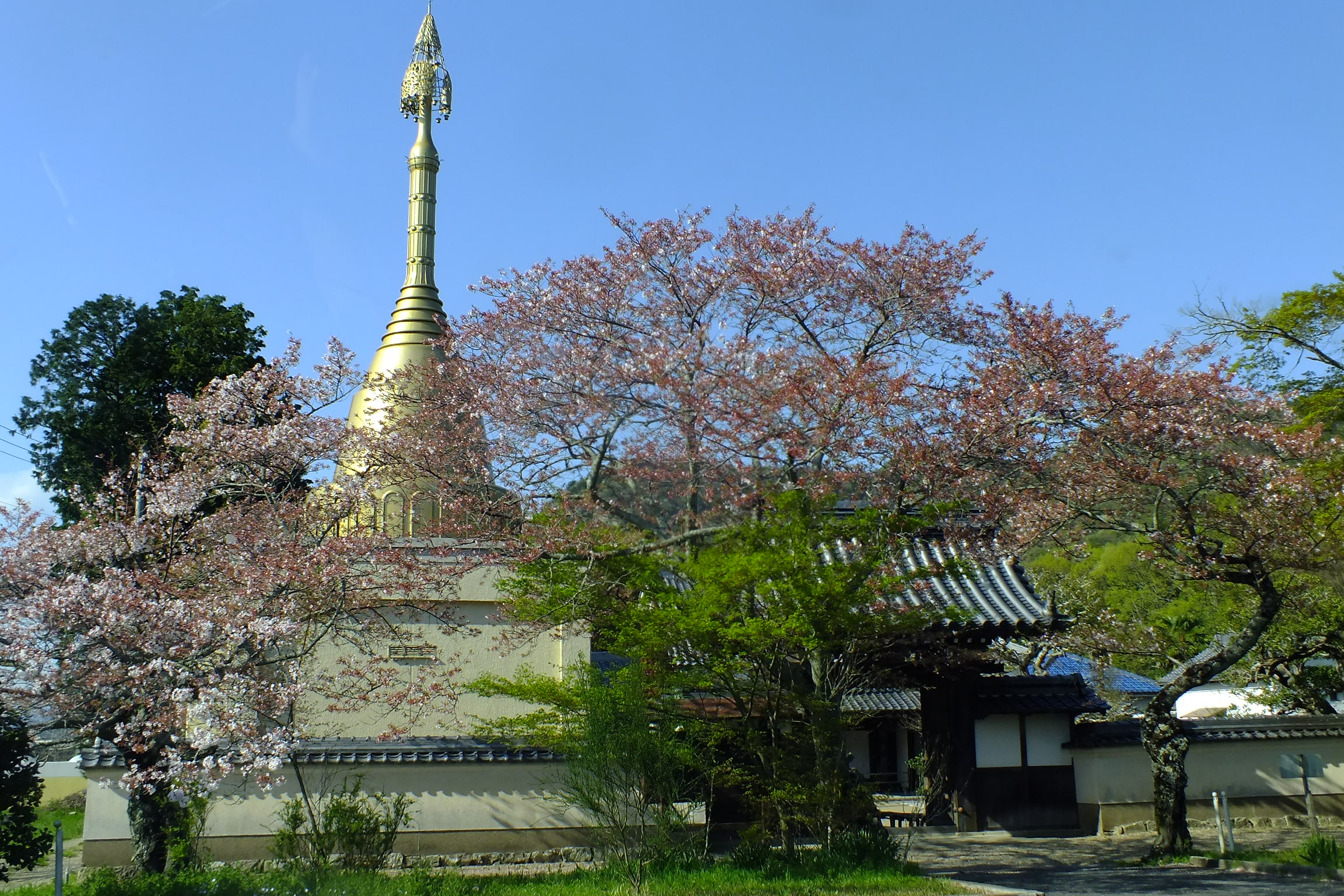
真言宗高松山宝光院と平和の塔（パゴダ） - 第二次世界大戦でのビルマ方面での戦没将兵菩提のため建立された高さ17 mのパゴダにはブッダガヤより請来した聖砂と仏舎利が奉安されている。

- 西林寺 - 播磨西国三十三箇所第20番霊場。寺内に「都麻乃郷アジサイ園」がある。
- 西仙寺 - 播磨西国三十三箇所第19番霊場、本堂は兵庫県指定有形文化財。
- 荘厳寺 - 多宝塔は兵庫県指定有形文化財。
- 極楽禅寺
- 東光寺
- 長明寺
- 岩屋寺（長明寺奥の院）
- 成田山法輪寺

神社
- 兵主神社 - 拝殿は兵庫県指定有形文化財
- 住吉神社 - 本殿は兵庫県指定有形文化財
- 岡稲荷神社
- 黒田稲荷神社
- 福地稲荷神社
- 瀧尾神社
- 御霊神社
- 津万井大歳神社
- 石上神社
- 大津神社

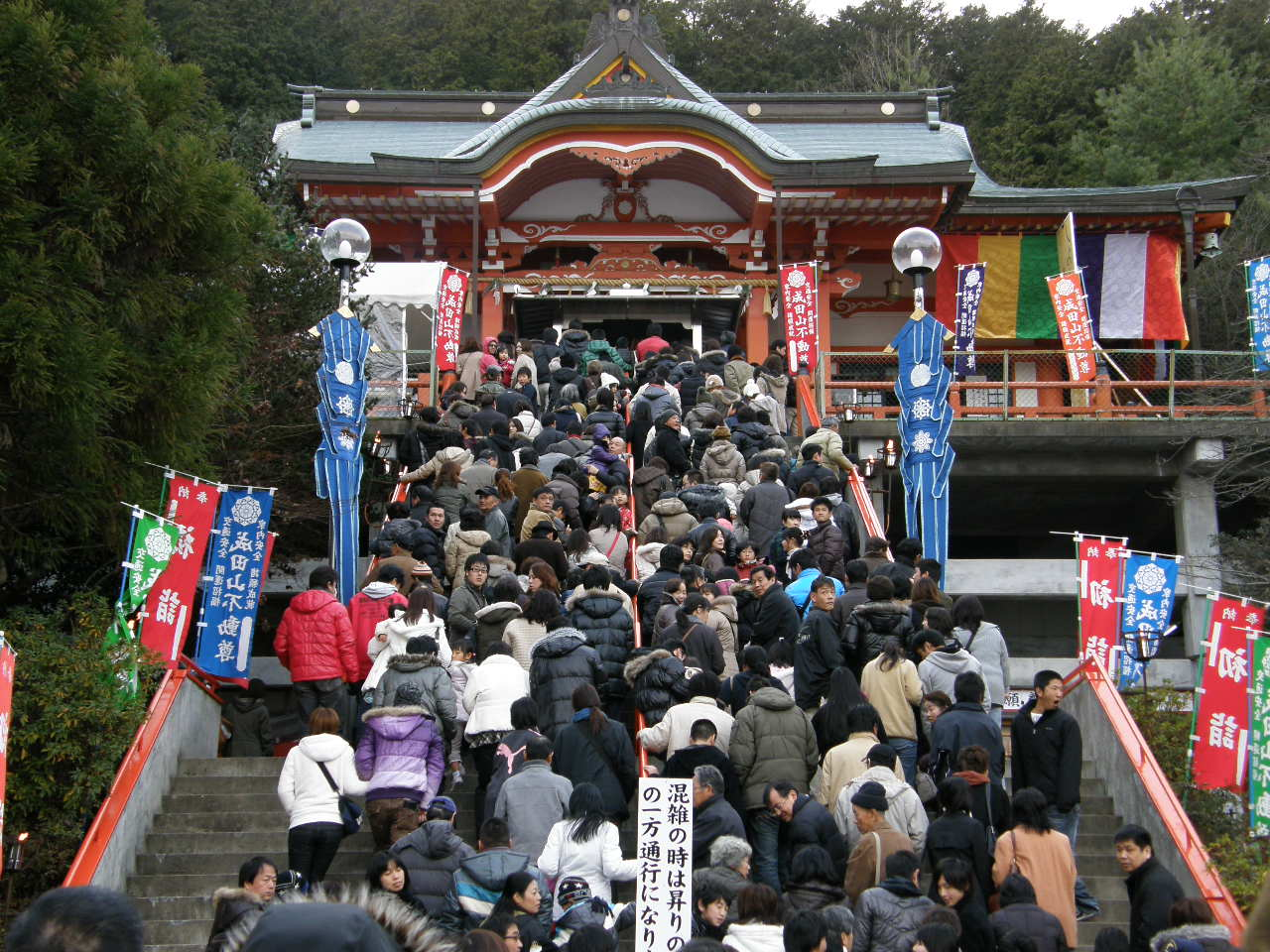
成田山法輪寺

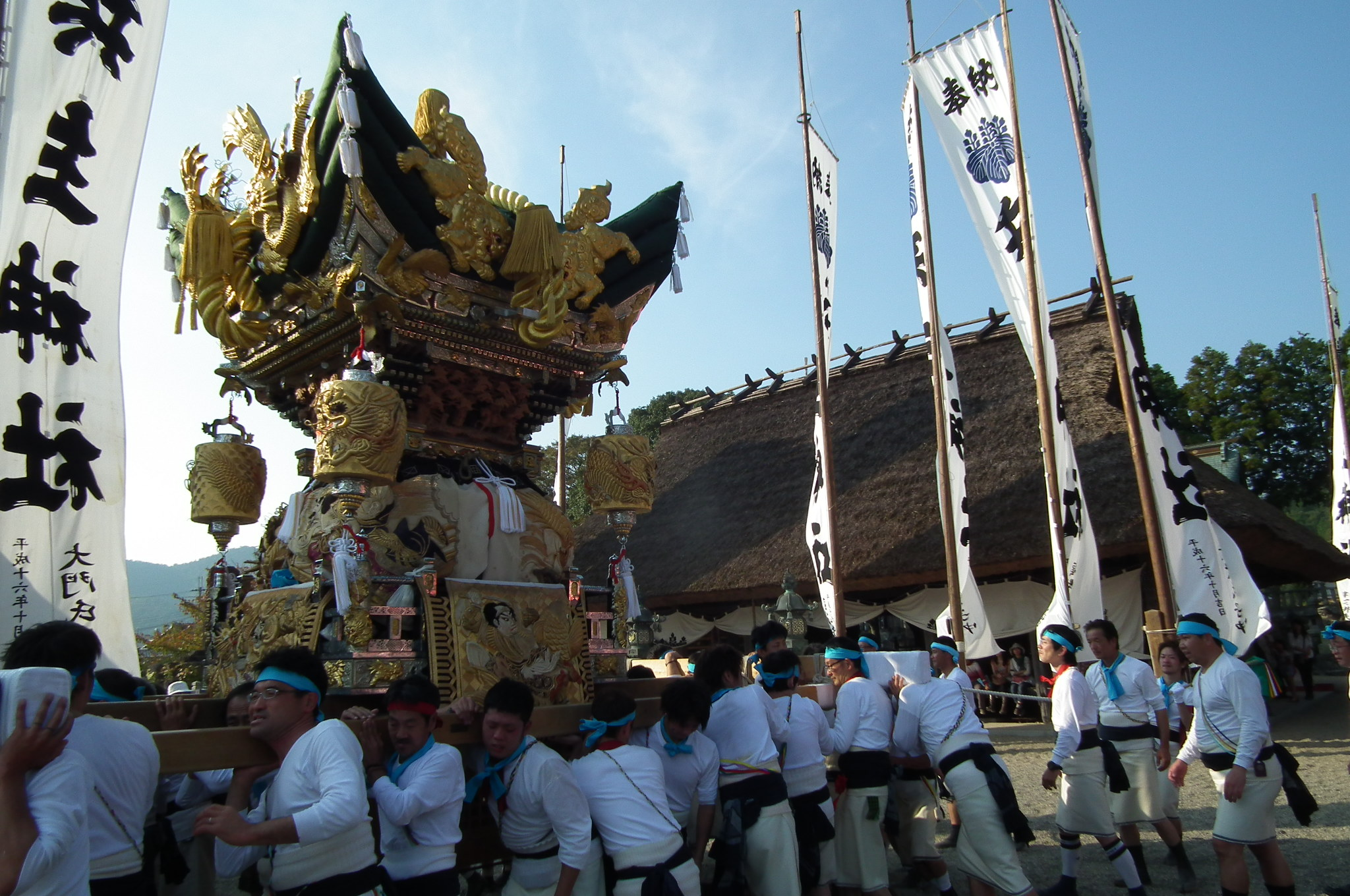
兵主神社例祭

- 川下神社 - 杉原川と加古川の合流点にあたる通称戎町に位置する神社で、祓戸四柱大神が祀られる。杉原川の左岸沿いにあり、例年7月下旬に夏祭りが行われる[26]。

### 祭事・催事
- 岡の山まつり（5月）
- へその西脇・織物まつり（8月）
- 日本のへそ西脇子午線マラソン大会（12月） - 1978年開始[27]。新型コロナウイルス感染拡大の影響で2020年大会と2021年大会が中止され（2020年はオンラインのランニングアプリによる代替大会を実施）、2022年度当初予算案にも予算が付かず打ち切りが決まった[27]。

### 登山・ハイキング
- 白山（510 m）
- 妙見山（622 m）
- 西光寺山（713 m）
- 角尾山（344 m）

## 著名な出身者
- 横尾忠則（美術家：名誉市民第一号）
- 片山象三 - 第2代西脇市長、実業家
- 藤井ひさゆき（政治家：衆議院議員/元彦根市副市長）
- 谷本正憲（政治家：元石川県知事/元宮崎市助役）
- 仲田一彦（政治家：三木市長/元兵庫県議会議員）
- 藤井繁克（実業家：がまかつ創業者）
- 十倉雅和 [28]（実業家：住友化学代表取締役会長・日本経済団体連合会会長）
- 十倉好紀（物理学者/東京大学特別名誉教授）
- 高瀬文志郎（天文学者/東京大学名誉教授）
- 笹倉秀夫（法学者/早稲田大学名誉教授）
- 澤田眞治（元新潟産業大学教授）[29]
- 笹倉明（小説家）
- 浅田靖丸（小説家）
- 池田政之（脚本家/劇作家/演出家）
- 竹内日出男（脚本家）
- 森脇京子（脚本家）
- 中西良太（俳優）
- 山本尚弘（元俳優/元声優）
- 竹中寛幸（アクション俳優）
- 鈴木啓示（元プロ野球選手・監督/野球解説者）
- 森脇浩司（元プロ野球選手・監督/野球解説者）
- 丸山完二（元プロ野球選手・コーチ）
- 藤原真（元プロ野球選手）
- 藤本貴久（元プロ野球選手）
- 本田明浩（元プロ野球選手）
- 梶本達哉（元プロ野球選手）
- 坪井俊樹（元プロ野球選手）
- 柳田殖生（元プロ野球選手/プロ野球コーチ：横浜DeNAベイスターズ）
- 吉田凌（プロ野球選手：千葉ロッテマリーンズ）
- 甲斐野央（プロ野球選手：埼玉西武ライオンズ）
- 藤原崇太郎（柔道選手）
- 若光翔大平（元力士）
- 長谷川穂積（元プロボクサー/解説者）
- 西村卓二（卓球指導者）
- 田村彰敏（元総合格闘家/理学療法士）
- 山内英輝（レーシングドライバー）
- 4代目（当代）隅田川馬石（落語家）
- 佐々木俊尚（ITジャーナリスト）
- 八馬淳也（元アナウンサー/TV局ディレクター）
- 高瀬耕造（NHKアナウンサー、育ちは加古川市）
- 渕上沙紀（中国放送アナウンサー）
- 福戸あや（朝日放送テレビ（ABCテレビ）アナウンサー）
- 宮田久也（NGO職員/社会起業家）
- トータス松本（ミュージシャン：ウルフルズ）
- 藤原桂造（政治家：西脇市議会議員、お笑い芸人：ダービー藤原／元ザ・ポテト）
- 村上斉範（お笑い芸人）
- 来住しげ樹（画家）
- 藤原岩市（軍人）
- 神戸壽（実業家）
- 三上洋一郎（実業家）
- 吉田稔美（イラストレーター/絵本作家）

### ゆかりの人物
- 玉木新雌 - 福井県出身ながら西脇市に移住。播州織アーチストとして活躍。「tamaki niime」ブランドを設立し、工房を持つ。柔らかい感触のショールがヒット商品となり、衰退していた播州織を世界ブランドにまで高めた[30]。